# Histoire de l'islam en France
Voir aussi
L'histoire de l'islam en France décrit la relation entre les populations de religion islamique et les territoires qui ont fait ou font aujourd'hui partie de la République française.
Dans les premiers temps d'existence de l'islam, les territoires de la moitié sud de l'actuelle France métropolitaine sont en proie à des razzias sarrasines. La Corse est le premier territoire à en subir une, en 704 ; viennent ensuite l’actuelle Pyrénées-Orientales du duché d'Aquitaine et la province de Septimanie (approximativement l'ancienne région du Languedoc-Roussillon), en 717. Cette dernière est envahie et occupée de 719 à 759. Son wali (gouverneur) dépend du wali d'al-Andalus, et siège dans la cité de Narbonne, qui est utilisée comme base pour les razzias : Carcassonne, Béziers, Agde et Nîmes sont prises en 725, puis Avignon et Autun sont razziés et Lyon est occupé la même année. La cité de Luxeuil est razziée en 731, Bordeaux et Sens en 732 ; mais les Sarrasins sont défaits à Poitiers en octobre, ce qui marque un coup d'arrêt à leur expansion  en actuelle France. Les Sarrasins occupent néanmoins plusieurs cités de Provence de 734 à 739 : Avignon, Arles, et Marseille. La région de Valence et les Alpes sont razziés de la fin du IXe au Xe siècle. Les Sarrasins s'installent enfin à Fraxinet dans le massif des Maures de 889 à 975.
Pendant les croisades (1095-1291), des marchands (ou des étudiants) musulmans sont présents à Montpellier, au cours du XIIe siècle notamment. Entre le XIIe et XVe siècles, des esclaves musulmans sont importés en Roussillon, Languedoc et Provence. En 1536, l'alliance franco-ottomane qui durera jusqu'à la campagne d'Égypte en 1798, tente de mettre fin au corso des barbaresques. Entre 1609 et 1611, des milliers de Morisques se réfugièrent en France. Les razzias des barbaresques seront définitivement arrêtées après la prise française d'Alger en 1830.
Pendant la Première Guerre mondiale, 132 000 Nord-Africains viennent travailler en France métropolitaine. La France devient l'un des tout premiers pays d’immigration au monde, et la grande mosquée de Paris est inaugurée en 1926. Après la Seconde Guerre mondiale, une importante immigration provenant du Maghreb se met en place, ce qui forme petit à petit une importante minorité musulmane en France. En 2002, pour que le gouvernement puisse mieux réguler les activités religieuses musulmanes en France, le ministère de l'Intérieur fonde le Conseil français du culte musulman (CFCM).

## 704-974: Première et seconde implantation musulmane

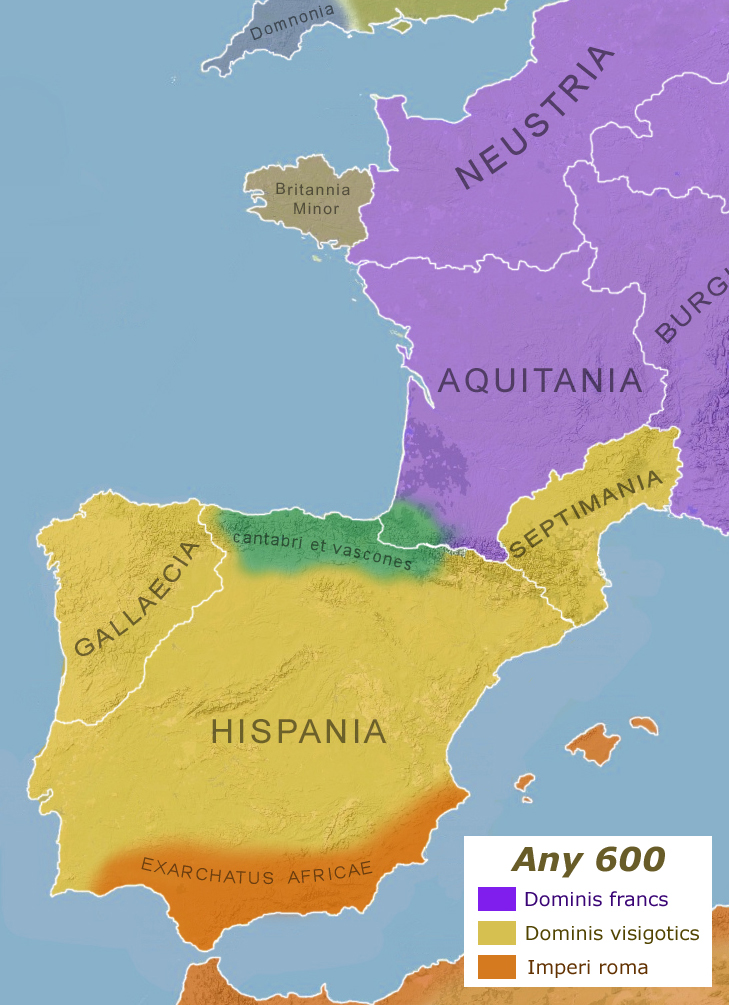
Royaumes francs et wisigoth au VIIe siècle.

Après avoir reçu la dernière révélation divine de l'Islam en 610, le prophète Mahomet et ses sahabas (compagnons), immigrèrent (Hégire) de la ville de La Mecque en 622, puis commencèrent l'expansion de l'islam en conquérant l'Arabie (623-632). Le califat des Rachidoune poursuit son expansion en conquérant le Machrek (634-638), l'Égypte (639-643), le Maghreb dès 647 et la Sicile dès 652. Après la prise de la ville de Carthage en 698 par les musulmans, les Sarrasins omeyyades effectuent leurs premiers raids contre la Corse dès 704, qui dureront plus de cinq siècles.
Les premiers musulmans arrivèrent en France à la suite de leur conquête de l'Hispanie débutée en 711 et envahirent la Région de Toulouse et avancent leurs incursions jusqu'en Bourgogne. La Septimanie et sa capitale Narbonne furent sous souveraineté musulmane de 719 à 759. Au Xe siècle, ils s'établirent au Fraxinet pour environ un siècle jusqu'en 974.

### 719-759: Présence arabo-berbère à Narbonne

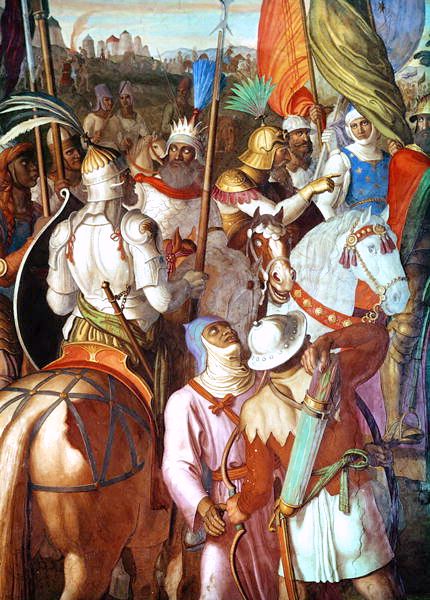
L'Armée sarrasine peinte par Julius Schnorr von Carolsfeld en 1822-1827.

Le 19 juillet 711, l'armée de Tariq ibn Ziyad, gouverneur de Tanger pénètre dans la péninsule ibérique : c'est la conquête musulmane de la péninsule Ibérique par les Omeyyades. Sa victoire sur le roi wisigoth Rodéric marque le début de près de huit siècles de présence musulmane dans le sud de l'Europe. Après cinq ans de conquête, la péninsule Ibérique est soumise en 716, et l'année suivante, en 717, les Omeyyades d'al-Hurr ibn Abd al-Rahman al-Thaqafi commencent à traverser les Pyrénées orientales en territoire aquitain et en Septimanie dans la suite de leur conquête ibérique, mais le commandant ne réussit pas à s'étendre plus loin.
Au VIIe siècle, les Francs avaient étendu leur royaume jusqu'en Aquitaine après la bataille de Vouillé, mais la Septimanie demeurait province du royaume wisigoth.
En 719, Al-Hurr est remplacé par l'Émir al-Samh qui entre en Septimanie et met le siège à Narbonne (Arbouna pour les Arabes), capitale de la dernière province wisigothique.
Au VIIIe siècle, la ville de Narbonne est dominée par les Wisigoths, population romanisée héritière directe de l’Empire romain d’occident. La ville dispose toujours des murailles héritées de l'époque romaine, chantées par l'évêque Sidoine Apollinaire en 465 et dont des fragments sont toujours visibles dans la ville et au musée lapidaire.
En dépit de la résistance locale, Al-Hurr s'empare de Narbonne.
Selon une histoire locale connue des narbonnais, les Sarrasins seraient entrés dans la ville par surprise, à l'automne 719 ou 720, en profitant de l'ouverture des portes en cette période de vendanges. Cette hypothèse explique pourquoi la ville fut si facilement conquise, en dépit de ses ouvrages défensifs, et fut si longue à reprendre. L’incertitude quant à la date exacte de la prise de la ville est un élément de plus qui laisse à penser à une prise des fortifications de la ville plus que de la ville elle-même, qui semble avoir été épargnée, à l’exception de ses défenseurs. Le chef musulman, al-Samh, troisième gouverneur d'Espagne, fait mettre à mort les hommes ayant tenté de défendre la cité, déporter leurs femmes et enfants en Espagne et installe une garnison. La ville est le siège d'un wâli. Les musulmans imposent aux habitants, chrétiens et juifs, le statut de « dhimmi » qui les autorise à pratiquer leur religion d’une manière strictement encadrée et leur impose de payer un tribut. Quelques familles musulmanes s'installent à Narbonne. On pense à la suite de recherches archéologiques qu'une partie de l'atrium de la basilique aurait été alors transformée en mosquée, avant d'être détruite après 759.
En 721, les combattants omeyyades sont défaits par Eudes lors la Bataille de Toulouse ; al-Samh et les soldats survivants battent en retraite avant d'être rattrapés. Il est tué le 9 juin 721 et Ambiza lui succède. En 725, Carcassonne et Nîmes sont prises : la Septimanie devint une province d'Al-Andalus.
La même année, les Sarrasins commencent à remonter le Rhône ; ils pénètrent dans Avignon et Lyon. Ambiza trouve la mort à son tour. Ils traversent la Bourgogne où ils assiègent Autun le 22 août 725 et pillent Luxeuil.

#### 732: Bataille de Poitiers
Un événement connu de l'histoire de France est la bataille de Poitiers, qui voit le maire du palais franc Charles Martel, appelé à la rescousse par Eudes d'Aquitaine, vaincre l'armée musulmane dirigée par Abd el Rahman, tué au cours de la bataille. Cette victoire ne marque pas pour autant la fin des raids arabes dans les royaumes francs : ceux-ci continuent jusqu'à la fin du Xe siècle. Cette bataille constitue davantage un symbole historique qu'un véritable tournant géopolitique. Les rédacteurs des manuels d'histoire français du XIXe siècle et du XXe siècle, et particulier Malet et Isaac considèrent ainsi 732 comme une date à retenir de la construction nationale car elle prépare la dynastie des Carolingiens : le principal perdant est Eudes d'Aquitaine, contraint d'accepter la suzeraineté de Charles Martel (futur grand-père de Charlemagne).
En 735 avec l'aide de Mauronte, duc de Marseille, Arles est conquise.

#### 737: Bataille de la Berre
En 737, les Francs mettent le siège devant Narbonne. Omar ben Chaled est envoyé à la tête d’une armée de secours pour tenter de le briser. Les Wisigoths qui résistent toujours dans les environs de Narbonne (Minervois, Razès) indiquent cependant aux troupes de Charles Martel comment couper en deux l'armée arabe en marche qui va se porter au secours de Narbonne assiégée, en empruntant le défilé de la Berre, qui débouche des Corbières entre Portel et Sigean.
Après la défaite de la Berre, la garnison arabe de Narbonne subsiste à l’abri des importants ouvrages défensifs de la ville mais son rôle de relais pour les expéditions et razzias n'est plus significatif. La résistance de la région de Narbonne et la bataille de la Berre ont certainement porté le coup d’arrêt à l’expansion musulmane en Europe occidentale.
Vers le milieu du VIIIe siècle, les Lombards abandonnent le Nord de la Corse à l'empire byzantin, qui n'en contrôle que la côte ; les Sarrasins s'emparent du sud de la Corse.

#### 759: Siège de Narbonne
En 759, à l’arrivée de Pépin le Bref dans la région, les habitants se soulèvent et les derniers mauresques évacuent la ville définitivement. Narbonne est conquise et intégrée aux royaumes francs.
Il est difficile d'apprécier l'importance du peuplement musulman au nord des Pyrénées. L'historien Paul Diacre (VIIIe siècle) indique que les Sarrasins « ont pénétré dans la province Aquitaine de Gaule accompagnés de leurs femmes et de leurs enfants, comme pour l'habiter », mais les villes prises n’ont été occupées que quelques années et leurs environs ne semblent pas avoir connu de foyer de peuplement majeur. D’autre part, il n'existe aucun vestige archéologique de présence musulmane durable et significative à Narbonne, ni dans les environs, en dépit d'une discussion sur la présence éventuelle d'une mosquée dans un atrium de la ville, ce qui serait un endroit bien singulier. De cette courte période, il ne reste aujourd'hui que peu de traces qui se résument à quelques pièces de monnaie éparses.
Du point de vue du Califat de Bagdad, la province de Narbonne n'avait qu'une faible importance, la France et l'Europe en général étant secondaires comparées aux richesses de l'Inde et de la Chine. Toutefois les historiens sont partagés sur le but réel de cette avancée en territoire franc. Les raids, les pillages d'églises et de monastères pourraient laisser penser à une entreprise de pillage sans aucun but que celui d'amasser le maximum de richesses. Mais d'un autre point de vue, cette technique de harcèlement permettait d'affaiblir une région en vue de la conquérir plus facilement par la suite.
Cette présence sarrasine n'était pas spécifiquement perçue comme religieuse, mais plutôt comme un changement de régime. On les appelait les Agarènes, les Arabes, les Maures, puis les Turcs, ou plus globalement les Sarrasins, les mots islam et musulman n'apparaissant que plus tardivement, à partir du XVIIe siècle.
En 2016, une analyse génétique de squelettes provenant de trois tombes musulmanes découvertes lors de fouilles à Nîmes en 2006-2007, réalisée par Gleize et al., a montré qu'il s'agissait de personnes originaires d'Afrique du Nord, appartenant à l'haplogroupe paternel E-M81 très fréquent au Maghreb. Ces personnes étaient âgés respectivement de 20 à 29 ans pour l'un, d'une trentaine d'années pour le deuxième, et de plus de 50 ans pour le troisième. Selon l'Inrap, « l’ensemble de ces données suggère que les squelettes découverts dans les tombes de Nîmes appartenaient à des soldats berbères enrôlés dans l’armée omeyyade durant l’expansion arabe en Afrique du Nord ». Pour Yves Gleize, un des auteurs de l'étude, « l'analyse archéologique, anthropologique et génétique de ces sépultures du début de l'époque médiévale à Nîmes fournit des preuves matérielles d'une occupation musulmane au VIIIe siècle dans le sud de la France ». Il s'agit des plus anciennes tombes musulmanes sur l'actuel territoire français, les plus anciennes datant précédemment du XIIIe siècle,,.

### 759-889: Razzias et esclaves

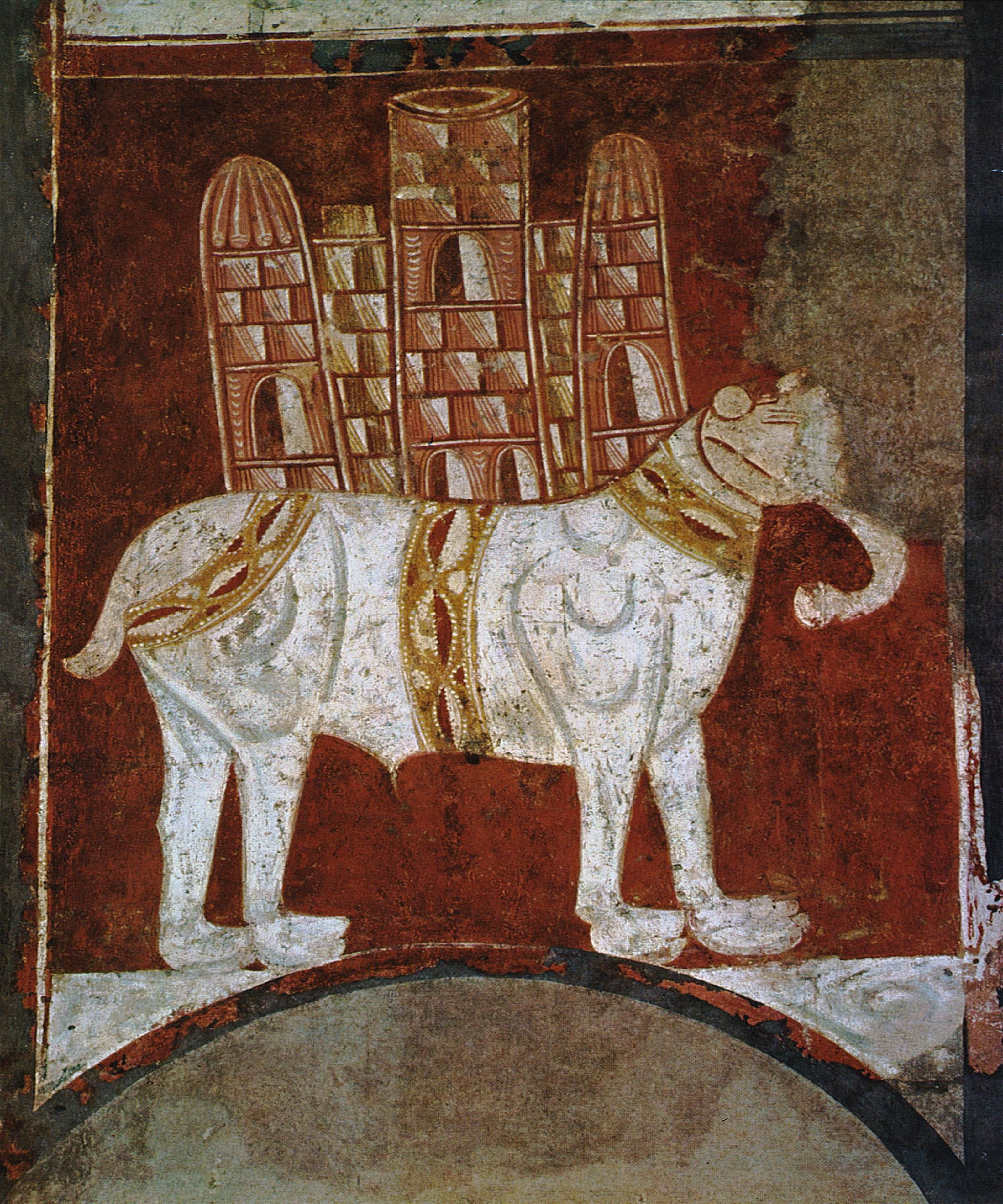
Éléphant blanc offert par le calife Hâroun ar-Rachîd à l'empereur Charlemagne.

Malgré ces débuts tumultueux, les premiers contacts diplomatiques ne tardent pas. Déjà en 768, le Continuateur de Frédégaire rapporte que plusieurs ambassadeurs du calife abbasside passent l'hiver à Metz afin de rencontrer le roi Carloman Ier avant de regagner le Moyen-Orient les bras chargés de présents.
La Méditerranée devient un « lac musulman ». Les îles comme la Corse ou les Baléares sont des repaires de pirates arabes qui sillonnent la mer attaquant les bateaux de marchandises et d’hommes. Des corsaires envoyés par leurs califats pillent les côtes d’Italie, d’Espagne ou de France et essayent de rapporter à chaque occasion des prisonniers qui sont libérés en échange de rançon, ou vendus comme esclaves.
Des marchands européens nouent des liens commerciaux avec les pays musulmans et ont ainsi des facilités de passage en mer. L'Occident achète à l'Orient épices, soie et sucre, entre autres, et vend du fer ou du bois rapportant peu.
Les incursions germaniques en territoires slaves permettent d'apporter une nouvelle marchandise, les esclaves, vendus nombreux à Cordoue où ils forment le très puissant groupe des Esclavons (la seule ville de Cordoue en compte près de 15 000) mais aussi à travers toute la Méditerranée. La ville de Verdun en France devient rapidement[Quand ?] une place importante de ce commerce en se spécialisant dans la castration des esclaves, un eunuque valant quatre fois plus qu'un esclave non mutilé.
Toutefois, ce commerce ne plaît pas à l’Église qui interdit rapidement ces échanges et conseille plutôt de vendre ces esclaves en terre chrétienne. En 776 le pape Adrien Ier demande à Charlemagne d'interdire ces ventes car elles renforcent les Sarrasins, mais cette demande comme toutes les autres n'a aucun effet sur ce marché très profitable des deux côtés.
En 797, Charlemagne soucieux de préserver les chrétiens d'Orient et le Saint-Sépulcre de Jérusalem envoie au cinquième calife abbasside, Hâroun ar-Rachîd une délégation qui à son retour cinq ans plus tard ramène un éléphant offert par le calife. Les derniers échanges entre Charlemagne et Haroun al-Rachid ont lieu en 806 alors que le roi franc est en guerre contre Byzance. En 831 une délégation du calife Al-Ma'mūn passe par Thionville afin de signer quelques accords.

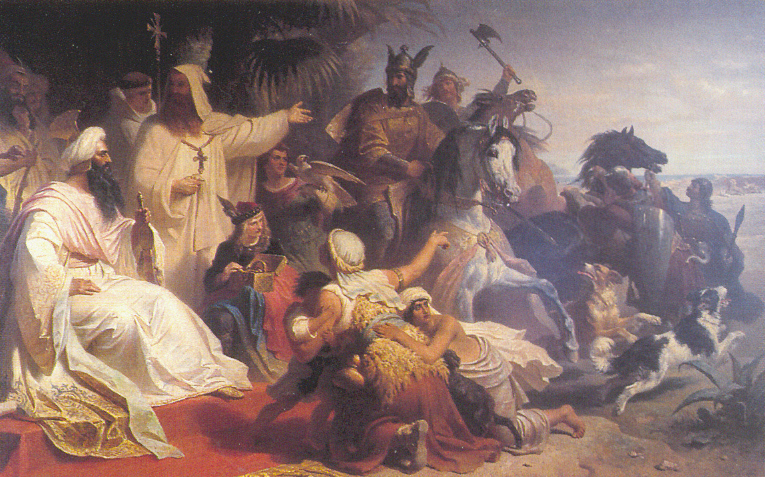
Le calife Hârûn ar-Rachid reçoit une délégation de Charlemagne, Julius Köckert, 1864

Bien qu’évincés par la dynastie abbassides, les Omeyyades parviennent à remonter sur le trône quelques années plus tard, non plus à Damas mais de l'autre côté de l'empire, à Cordoue divisant ainsi le califat en deux. Tout naturellement, parallèlement aux relations qu'entretenaient les rois francs avec le calife de Bagdad, des contacts se sont établis avec celui de Cordoue. Alors que pour le cas des Abbassides, cette relation était surtout justifiée par la défense de la Terre sainte et la guerre contre les Byzantins, la situation était nettement plus tumultueuse avec les califes omeyyades de Cordoue. Les premières relations pacifiques n'ont lieu que sous le règne de Charles II le Chauve. Charles, soucieux de mettre fin aux incursions sarrasines en Septimanie et l'émir de Cordoue Abd al-Rahman II inquiets des attaques vikings sur l'Espagne, signent une trêve qui est aussi la dernière entre souverains francs et les califes abbassides ou omeyyades, les raids musulmans en Provence y mettant fin. Cette différence de traitement entre les deux califats se retrouve notamment dans la relation qu'entretenait Charlemagne avec les deux différents califats. Autant le calife de Bagdad était respecté, autant la relation avec celui de Cordoue était radicalement différente. En 778, il intervient en Espagne et, malgré un échec subi de la part des Vascons à Roncevaux par son arrière-garde que commande Roland, présenté comme son neveu dans la célèbre chanson de geste qui porte son nom, il remporte plusieurs victoires sur les Sarrasins et réussit même à conquérir une partie de la Catalogne.
La conclusion de cet épisode montre bien que malgré les différences culturelles et religieuses des alliances complexes vont se nouer entre les Francs et les Arabes. Charlemagne allié du calife de Bagdad contre les chrétiens de Byzance utilise des mercenaires musulmans du Nord de l’Espagne dans sa lutte contre les califes de Cordoue. Inversement, les Arabes trouvent de nombreux soutiens comme le patrice de Provence Mauronte pour pénétrer en territoire franc, ou encore le duc Eudes d'Aquitaine qui noue une alliance et offre sa fille en mariage avec Munuza, un Bérbère des Pyrénées, dissident du califat de Cordoue contre Charles Martel.
En 771, selon une légende corse, un prince romain dénommé Ugo Colonna, aurait été envoyé sur l'île de Corse par le pape Étienne III avec 1 000 fantassins et 200 cavaliers et expulsa les Sarrasins du « roi Negolone » après trente ans de lutte ; les garnisons de l'empereur romain d'orient « Caballino » perdent définitivement la Corse du Nord au profit des Francs soutenus par les Papes.
En 806, les Sarrasins font une nouvelle incursion en Corse. En réaction, une flotte commandée par le comte franc de Gênes, Adhémar, est envoyée par Pépin d'Italie pour défendre l'île. C'est de cette expédition victorieuse contre les Sarrasins que les Génois faisaient remonter leurs droits à la souveraineté sur la Corse.
En 807, la Corse subit une nouvelle incursion de musulmans venus d'Espagne; ils sont délogés par un certain Burchard, un connétable envoyé par Charlemagne. Une bataille navale a lieu aux alentours de Porto-Vecchio coûtant treize navires et des milliers de morts aux envahisseurs.
En 809, l'Annaliste de Saint Bertin de Sithiu écrit que les « Maures, partis d'Espagne, envahissent la Corse, et le samedi de Pâques détruisent une cité où ils ne laissent survivre que son évêque et quelques vieillards et infirmes ». Cette cité pourrait être Aléria.
En 825, l'empereur d'Occident Louis le Pieux, l'un des fils de Charlemagne, envoie en Corse son fils Lothaire, puis en 828, le comte Boniface II de Toscane, pour en chasser les Maures. Ce dernier, après avoir reconquis la quasi-totalité de l'île, pourchasse les Maures jusqu'en Afrique. C'est lui qui a fondé Bonifacio en 830.

### 889-974: Musulmans en Provence

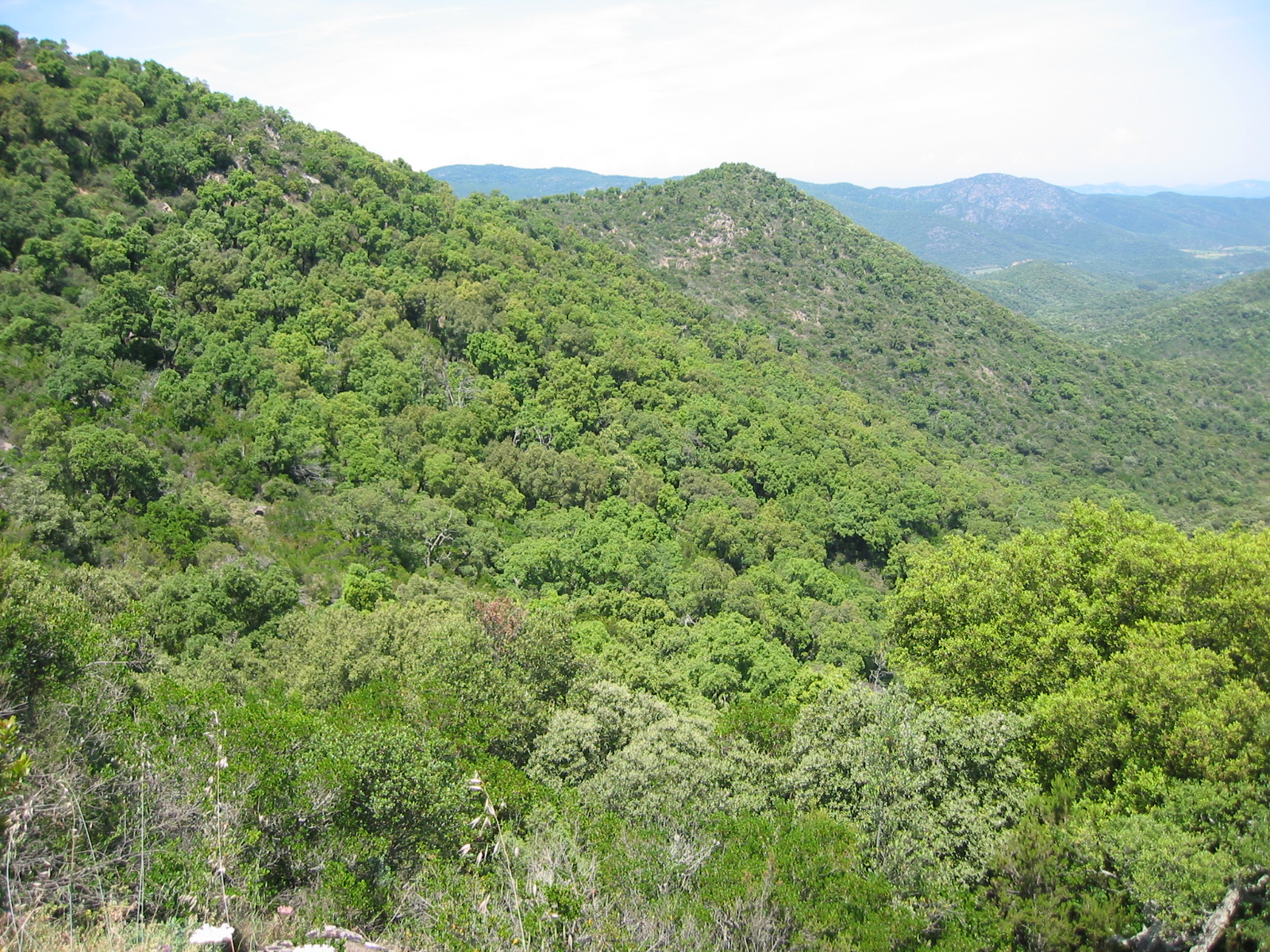
Massif des Maures en Provence.

La présence musulmane en Provence provient, selon certaines sources comme Liutprand, d'un navire échoué à la suite d'une tempête, à la fin du IXe siècle. Selon la légende, vingt et un Sarrasins s'échouent sur les côtes du Fraxinet et décident de s'y établir en appelant des renforts. Très rapidement plusieurs centaines d'hommes répondent à l'appel. Au départ cette entreprise privée attire très rapidement l'attention des émirs omeyyades de Cordoue qui la placent sous leur contrôle.
Des populations issues de l'Espagne musulmane s'installent ensuite au Fraxinet du IXe siècle au Xe siècle.
La mort de Louis le Pieux en 840, les luttes internes consécutives au traité de Verdun en 843 aident les Sarrasins dans leur entreprise. Cette présence, qui dure un siècle, a pour but de peupler la région, contrairement à la conquête de Narbonne qui était plus axée sur le pillage.
Établis sur le versant méridional du massif des Maures (en arabe Djabal al-Qilâl : montagne aux nombreux sommets) et dans la presqu'île de Saint-Tropez, cette colonie cherche à s'étendre et mène chaque année durant dix ans une expédition en direction des Alpes. Ibn Hawqal notera que l'agriculture dans la région est très productive.
Durant près de trois siècles, les Sarrasins d’Espagne et d’Afrique du Nord (Maures, Berbères ou Arabes) multiplient les attaques sur les côtes corses et mettent les ports à sac, coupant l’île du continent sans vraiment vouloir l’envahir[réf. nécessaire]. La population recule à nouveau dans les montagnes et fait appel au pape, supposé propriétaire de l’île. C’est la Marche de Toscane, déléguée par le pape, qui vient à son secours. Selon certains historiens, le blason et le drapeau à la tête de Maure tireraient leur origine de cette époque. En 852, nombreux habitants de la Corse, pour échapper aux Sarrasins, venaient à Rome: le pape Léon IV les reçut et leur donna le monastère de San Cesareo pour le culte.
Au milieu du Xe siècle un groupe de Sarrasins s'établit dans les Alpes et notamment dans la vallée de l'Arc. Envoyés par le roi Hugues, qui avait conclu un traité avec les Sarrasins, ils devaient essentiellement empêcher toute invasion ennemie, principalement en provenance de son rival le roi d'Italie Bérenger II. Une partie des Sarrasins quitta la région, une autre partie fut vaincue lors de la bataille de Tourtour et enfin une troisième s'installa dans la région. « Le temps et d'innombrables mélanges de populations firent le reste : lentement, au fil des générations, le contingent sarrasin se dissout ainsi dans la population provençale ».
Présents durant presque un siècle sur ce territoire, les Sarrasins sont finalement chassés de leurs bases de Provence en 972 dans le désintérêt total des califes omeyyades de Cordoue concentrés sur le Maghreb et le nouveau califat fatimide en expansion.
De la période d’installation musulmane en Provence subsistent plusieurs traces, encore de nos jours. Ramatuelle : commune du Var, provient selon plusieurs historiens de l'arabe rahmatou-Allah (رحمة الله en arabe), et qui signifie Grâce d'Allah. Ou encore la plage de l'Almanarre à Hyères, de l'arabe Al Manar signifiant le phare. Enfin plusieurs épaves le long de la côte méditerranéenne sont des vestiges du commerce arabe sur la côte méridionale de la France. En 1962, au large d'Agay, à proximité de Saint-Raphaël, une épave contenant plusieurs jarres a été trouvée, ; une autre épave est découverte au Bataiguier dans la rade de Cannes.

## 974-1453: Le temps des Croisades

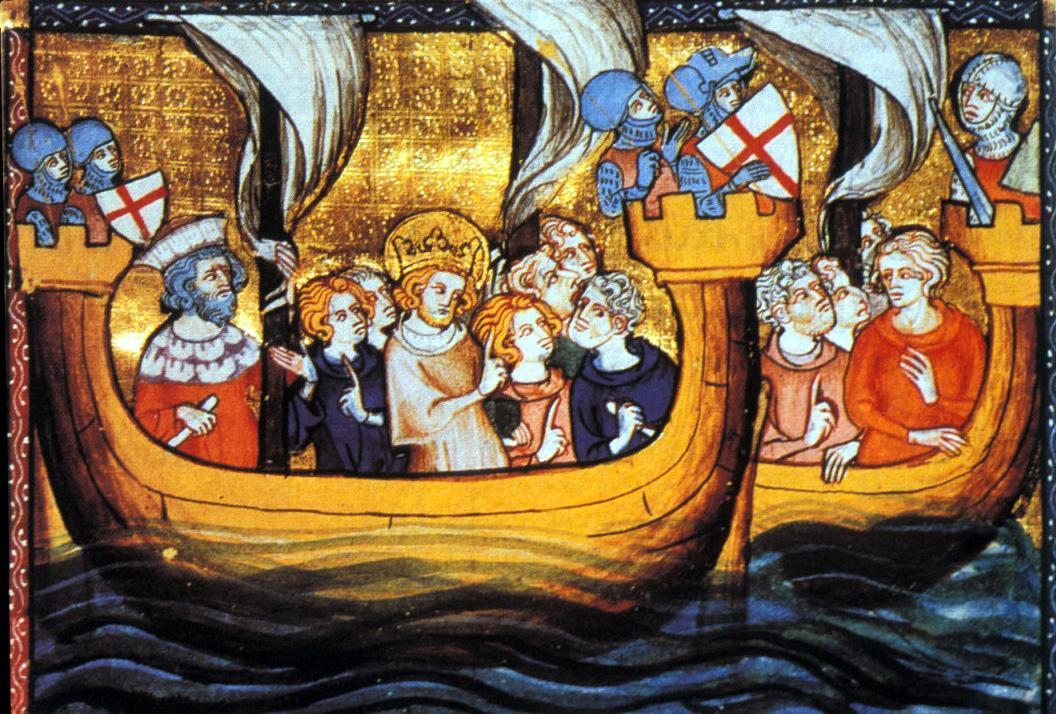
Saint Louis et la septième croisade. Miniature extraite de Vie et miracles de saint Louis, vers 1330-1340, BNF.

L'expulsion des musulmans de Provence en 974 n'entraîne pas la disparition de la présence musulmane en Provence. Jusqu'au XIe siècle la Méditerranée reste un « lac musulman ».
L'année 1014 voit la dernière incursion sarrasine en Corse de l'émir Abu Hosein Mogehid, battu par une flotte pisano-génoise.
L'enlèvement de l'abbé Mayeul de Cluny, la destruction du Saint-Sépulcre à Jérusalem en 1009 et les premiers succès de la Reconquista marquent un tournant dans les relations entre les rois francs et les différents califats. Ces événements engendrent au départ un sentiment d'hostilité et de mépris envers les Sarrasins.
Avec la prise de Jérusalem aux Arabes abbassides par les Turcs seldjoukides, qui, contrairement aux Arabes, interdisent l'accès des pèlerinages aux lieux saints jusqu'alors libres, l'idée de guerre sainte commence à germer en Europe, mettant en lumière pour l'Occident l'existence d'un islam non pas juste différent de la chrétienté, mais opposé à elle (la Chanson de Roland décrivait une guerre ordinaire, non présentée comme religieuse. On n'y décrit pas l'ennemi comme musulman, mais comme sarrasin dont on mentionne davantage les opérations militaires que la religion). Le début des croisades donne à l'islam une nouvelle visibilité en Occident, et de ce fait en France, où la croisade est prêchée à Vézelay.
En 1095, le pape Urbain II lance lors du concile de Clermont, l’appel à la croisade en vue de libérer Jérusalem. Considérée comme une guerre sainte et un pèlerinage pénitentiel mais aussi d'ordre eschatologique, cette première croisade a un large écho au sein du monde chrétien, relayée par des personnages comme Pierre l'Ermite exerçant sur les foules une véritable fascination. En moins de quatre ans, les croisés arrivent aux portes de Jérusalem. La guerre menée par les rois chrétiens entraîne une vivification du jihâd et un retour à l'orthodoxie religieuse des Almoravides en Espagne. La première croisade laisse dans le monde musulman une mauvaise impression. Des scènes de cannibalisme attestées par Raoul de Caen commises par les croisés affamés envers les musulmans qui n'eurent d'autres choix que de se nourrir de viande humaine, choquent aussi bien dans les terres d'islam que dans le monde chrétien[source insuffisante].

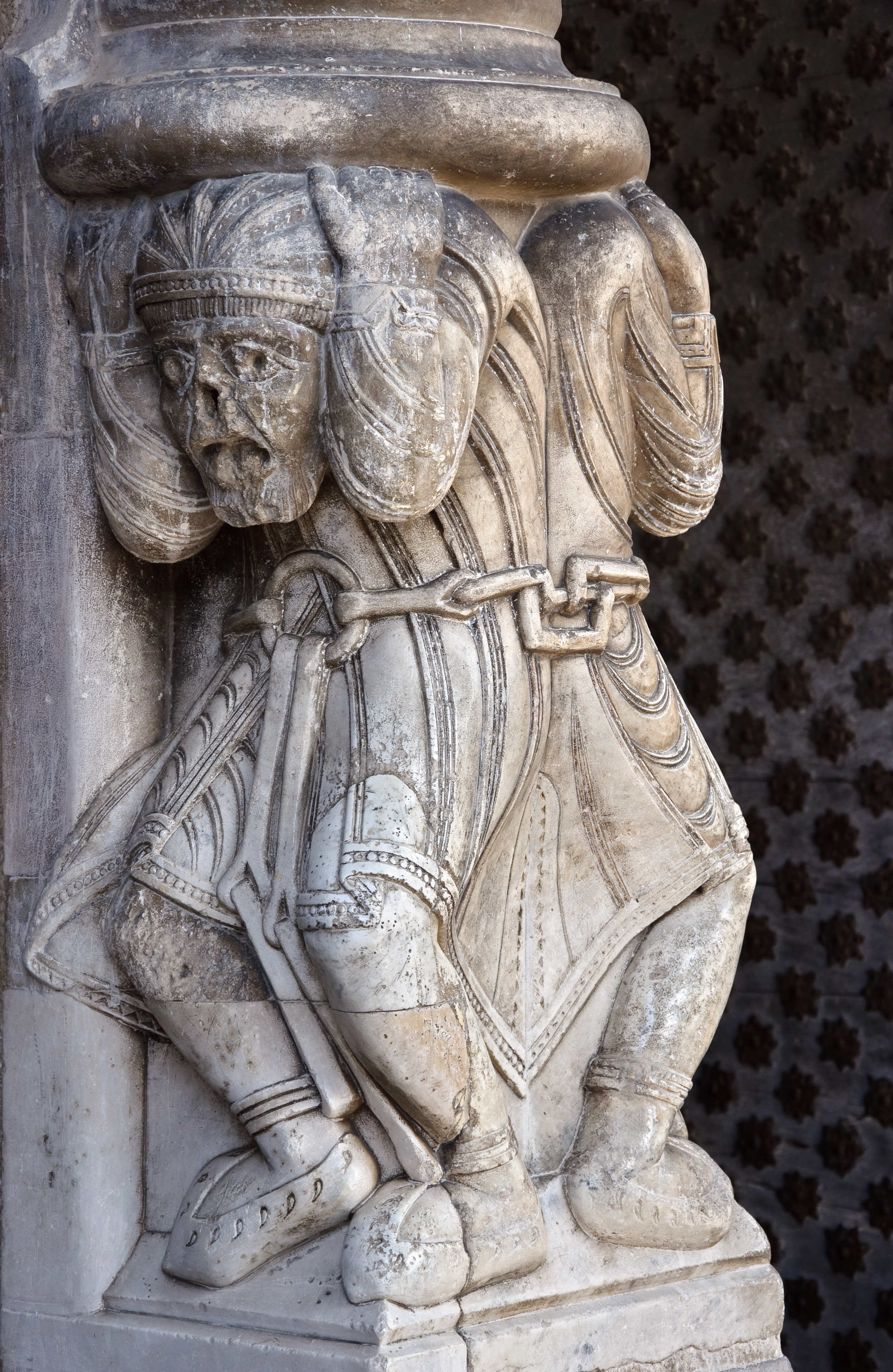
Esclaves sarrasins, trumeau de l'église Sainte-Marie d'Oloron, début du XIIe siècle.

Les travaux de Charles Verlinden ont permis de mettre en évidence l'apparition d'un nouveau commerce à la suite de la chute du califat de Cordoue en 1031 et au début des croisades : l'esclavage des peuples islamisés, qui comprend aussi bien des Sarrasins en provenance des nouvelles régions conquises par les rois espagnols mais aussi de Tartarie ou capturés par les équipages de bateaux italiens qui attaquent les côtes d'Afrique du Nord, des Baléares ou d'Espagne. La prise de Tartous et de Valence permet des prises de guerre en hommes importantes. Une grande partie de ces esclaves sont vendus sur les ports méditerranéens tels que celui de Marseille. Ces esclaves, majoritairement des femmes, deviennent essentiellement des servantes ou femmes de ménage ; les hommes sont employés comme ouvriers agricoles. La conversion au christianisme ne leur est pas imposée, et l’adoption de la foi chrétienne n’implique pas obligatoirement un affranchissement, cette décision n'appartenant qu'à leur maître[réf. nécessaire].
Avec la reconstruction du Saint-Sépulcre, la situation se normalise avec les Sarrasins. Plusieurs indices laissent entrevoir que des musulmans étaient présents à Montpellier au cours du XIIe siècle. Certainement des marchands ou des étudiants en religion. Au XIIe siècle, Benjamin de Tudèle qui visite le sud de la France note que la ville de Montpellier « fort fréquentée par toutes les nations, tant chrétiennes que mahométanes et qu'on y trouve des négociants venant notamment du pays des Algarbes (Al Andalus et le Maghreb) de toute l'Égypte et de la terre d'Israël ». De plus de nombreuses tombes confirment cette présence, notamment une tombe retrouvée près d'Aniane dans l'Hérault d'un étudiant en religion nommé Ibn Ayyûb.
La renaissance du XIIe siècle est intimement liée à la recherche de nouveaux savoirs par les lettrés européens, aux franges byzantines et arabes de l'Occident chrétien. La Méditerranée étant peu sûre en raison des pirates, les activités de traduction ont lieu dans l’Espagne musulmane et en Sicile, venant compléter les travaux de Boèce. Le flux de livres, ouvrages scientifiques principalement, traduits en latin depuis le grec ou l’arabe va croître du début des croisades jusqu’à la fin du Moyen Âge.

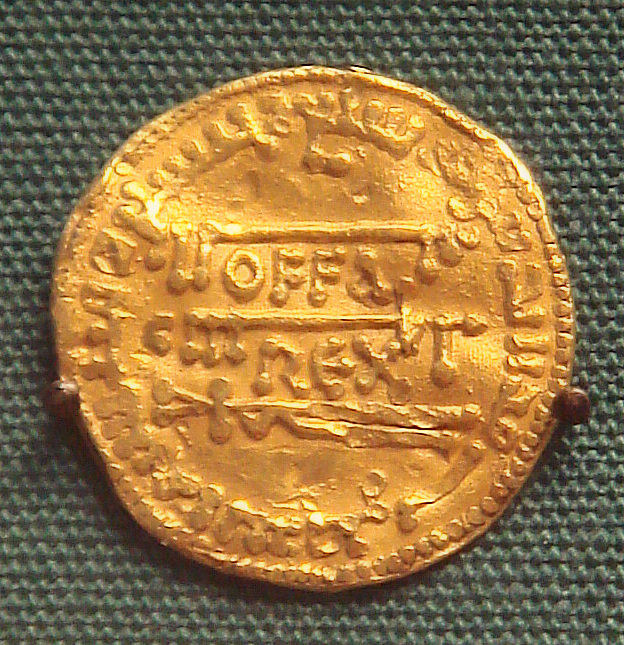
Dinar d'Offa avec des inscriptions en arabe (profession de foi musulmane) destinée au commerce avec les Sarrasins.

Les échanges de marchandises sont tellement importants que les pièces d'or arabes deviennent la référence des marchands européens et parallèlement les pièces en argent européennes sont très demandées en Orient. Très rapidement des faussaires imitent les pièces arabes avec des inscriptions coraniques ce qui choque énormément le pape Clément IV mais aussi le roi Louis IX de France.

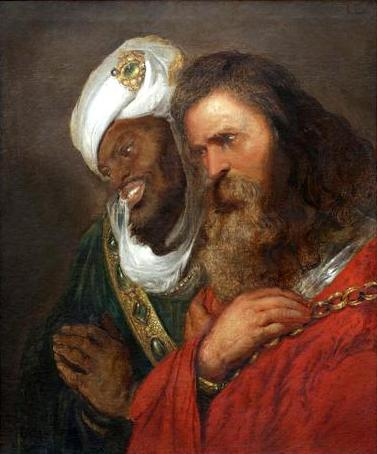
Saladin et Guy de Lusignan après la bataille de Hattin, peinte par Jan Lievens en 1625.

Au fil des contacts et de la longue présence en Terre Sainte des croisés, des relations se nouent pourtant. La sympathie mutuelle entre les soldats francs et musulmans est réelle comme en témoignent les récits rapportés en Occident sur Saladin. L'islam et les musulmans sont mieux vus, et dans la bourgeoisie certains ne cachent pas leur goût pour la civilisation et la culture arabe[réf. nécessaire].

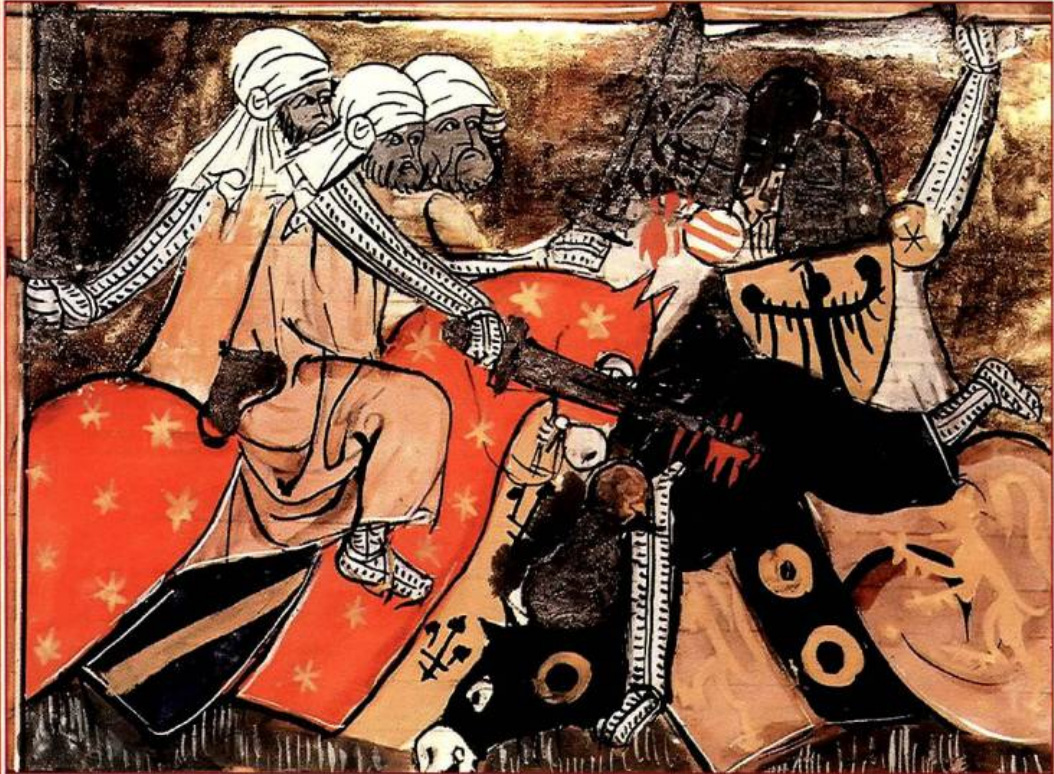
Croisés et chevaliers musulmans dans la bataille. Miniature extraite du Roman de Godefroy de Bouillon, 1337, BNF.

Une population significative d'esclaves musulmans fut importée en Roussillon, Languedoc et Provence entre le XIIe et XVe siècles et une partie de cette population, une fois affranchie, s'est fondue dans la société,.
La Reconquista avançant, le marché d'esclaves devient prolifique. L'achat d'un esclave maure est à la portée même du simple paysan comme le prouvent les archives notariales de l'époque. Par exemple, à Perpignan, le prix d'un esclave est identique à celui d'une mule. La seule issue pour un esclave à l'époque est soit de rejoindre son pays ce qui est impossible, soit de rejoindre une ville offrant asile et affranchissement aux esclaves (chose extraordinaire pour l'époque) comme Toulouse ou Pamiers entre autres.
En 1141-1143, le moine français Pierre le Vénérable abbé de l'abbaye de Cluny de 1122 à 1156 fait traduire en latin le Coran par l'Anglais Robert de Chester à partir de sources grecques recueillies à Constantinople et arabes en Espagne : le Lex Mahumet pseudoprophete. Le moine Pierre le fait ensuite examiner par des théologies pour déterminer s'il s'agit d'un texte réellement sacré et compatible avec les sources chrétiennes, puis condamner. Bien que le but premier de cette traduction soit de permettre à l'Église d'étudier l'islam pour répondre aux soldats croisés posant des questions sur leur foi au contact des musulmans, le résultat sera une vision plus exacte du monde musulman, car c'est la première traduction en latin du Coran. Ce souci de raffermir la foi des soldats chrétiens montre que les rapports entre les deux populations restaient ouverts en cette période de trouble. L’Occident découvre dans le monde musulman l'univers évolué et fastueux déjà signalé sous Charlemagne[réf. nécessaire].
Cette vision s'estompe au fil du temps et les anciens antagonismes refont surface avec l'émergence du nouvel Empire ottoman ainsi que de la menace qu'il fait peser sur Byzance et le monde chrétien en général. En 1451, François Philelphe demande au roi Charles VII de France de reprendre les armes contre l'envahisseur turc considéré comme peuple sauvage et inculte : il est de fait que les Turcs seldjoukides avaient interdit l'accès aux lieux saints de Jérusalem toujours autorisé avant eux par les Arabes. Cette demande n’est pas suivie d’effet, même lorsqu'en 1453 la prise de Constantinople mentionne le risque d'un islam conquérant. L’idée de partir en croisade refait périodiquement surface jusqu’à la fin du XVIIe siècle. Ainsi Charles VIII tente en vain de reprendre Constantinople en remplaçant le sultan Bayézid II par son frère Djem mais la mort de ce dernier marque l'échec de l'entreprise. François Ier, artisan de l'alliance franco-ottomane, rêve aussi de croisades, mais se contente d'assister l'île de Rhodes assiégée par Soliman en 1522. Les récits de Louis IX ou de Godefroy de Bouillon sont de nouveaux d'actualité et magnifiés par les romans de chevalerie et des prophéties annonçant l'arrivée d'un second Charlemagne qui reprendrait la Terre sainte aux infidèles.

## 1453-1798: Renaissance

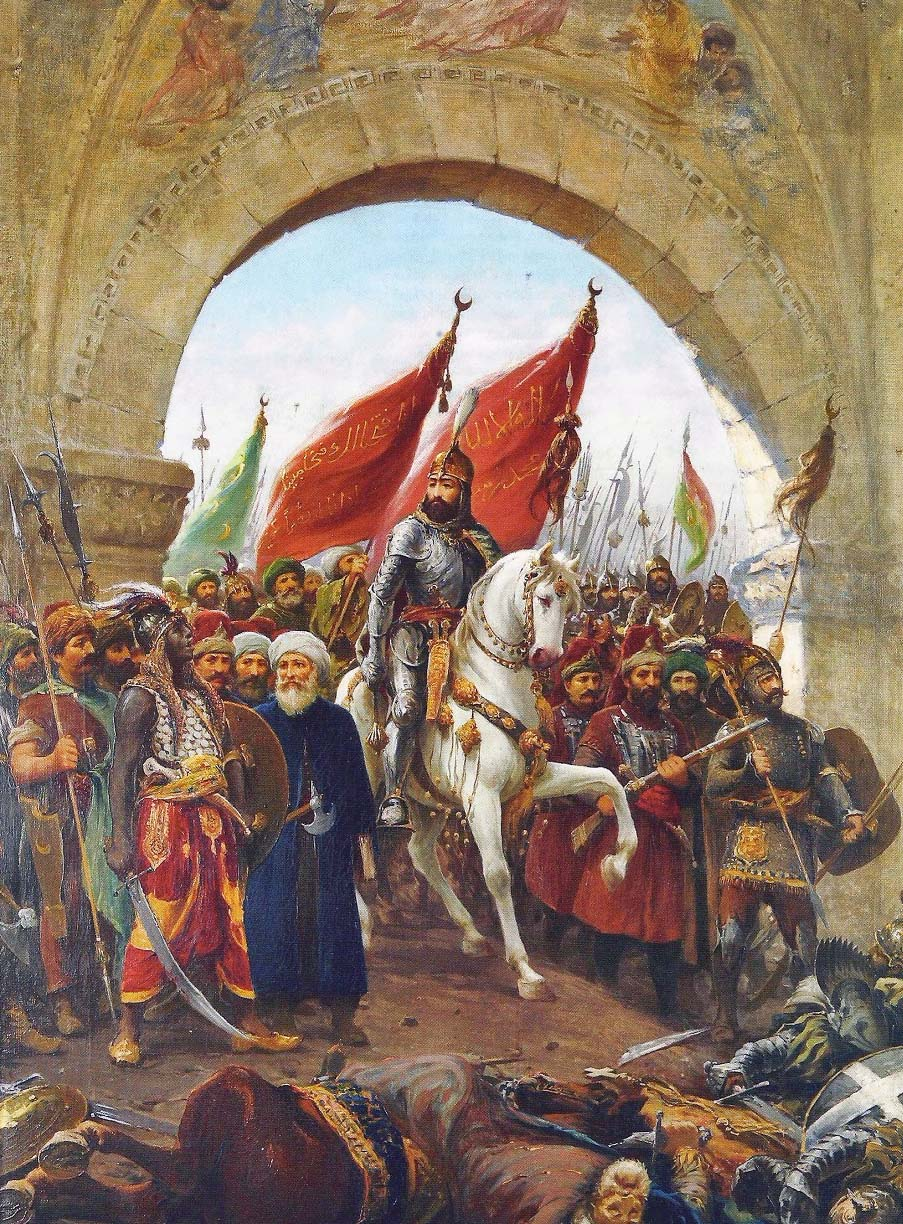
Chute de Constantinople, tableau de Fausto Zonaro.

La Renaissance se caractérise par un regain d'intérêt pour le monde antique et essentiellement gréco-romain. L'imprimerie en provenance de Chine se développe et donne un net avantage à l'Occident sur la civilisation arabo-musulmane déclinante. Cette époque marque aussi le début d'une identité européenne. Malgré les siècles de guerres, il est apparu clairement qu'aucune des deux religions n'est en mesure de détruire l'autre et hormis quelques appels aux croisades dans la chrétienté ou au jihâd dans le monde musulman, les frontières sont établies et durables. L'Occident a définitivement tourné la page de la perte des États latins d'Orient et se cantonne à l'Europe et le monde musulman celui d'Al-Andalûs et se limite à un Orient lointain. Parallèlement, la chrétienté se divise avec les réformes protestantes. Cette idée d'une Europe totalement chrétienne et d'un Orient musulman est ébranlée par la pénétration sur le continent de l'autre côté de la Méditerranée des Ottomans qui marque le début d'une nouvelle dynastie musulmane qui avancera ses armées jusqu'au portes de Vienne.

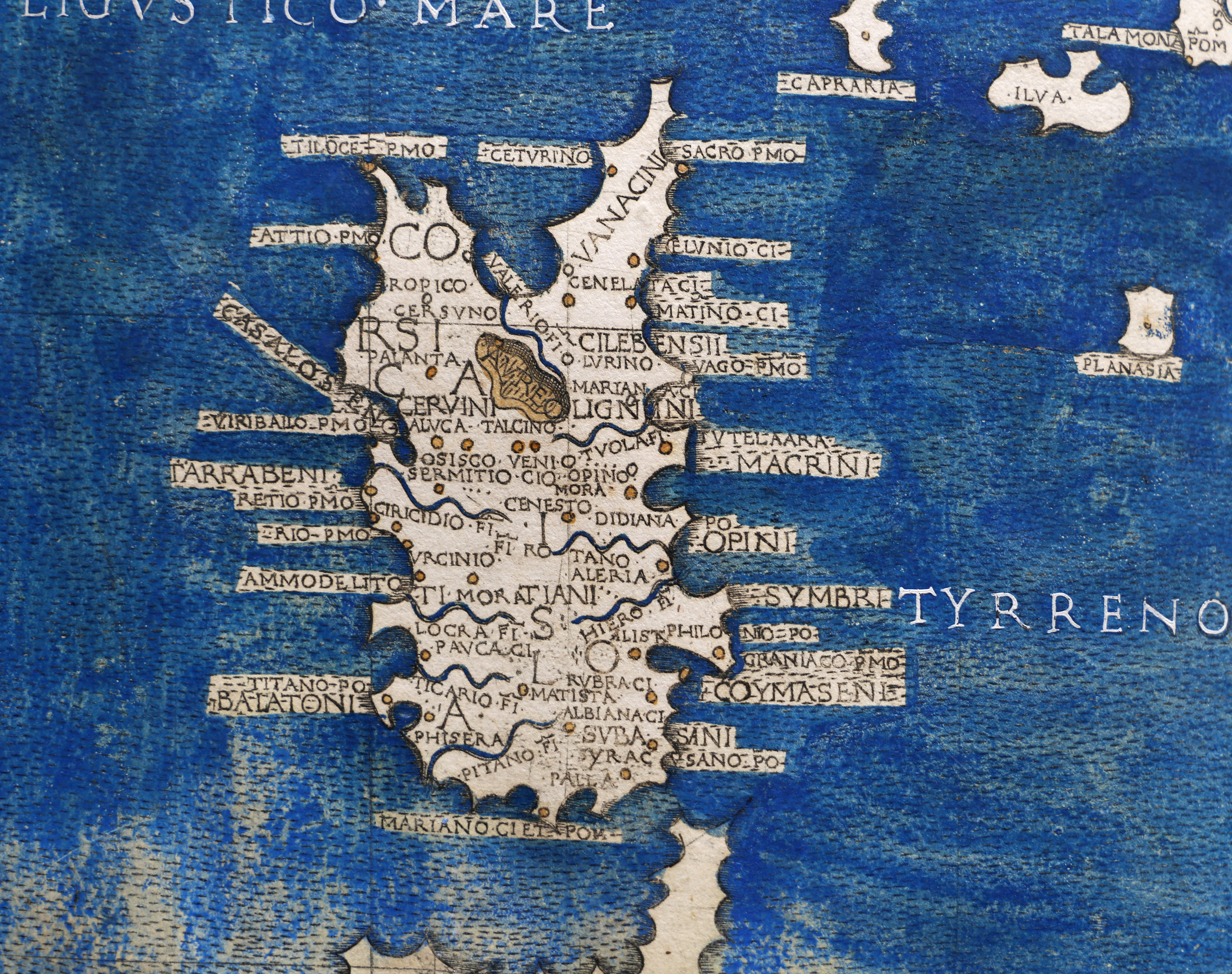
La Corse en 1482.

La date de début de la Renaissance fait débat parmi les historiens, et parmi les dates retenues, figurent la prise par les Ottomans de Constantinople, capitale de l'Empire byzantin, en 1453, et la chute de Grenade et la fin de la présence arabe en Europe en 1492. Le fait que ces deux évènements ressortent suggère l'importance qu'ils avaient pour leur époque même si la découverte du Nouveau Monde par Christophe Colomb leur est souvent préférée. Un orientalisme commence à se manifester. Rome réaffirme l'interdiction de l'esclavage en 1537. En 1538, François Ier autorise par exemple Guillaume Postel à enseigner l'hébreu et l'arabe. Des textes expliquant quelques mérites des lois turques apparaissent, et l'usage du fratricide au sein de la famille régnante comme nécessaire à la perpétuation du pouvoir monarchique y est remarqué (Thomas d'Aquin avait déjà montré dans quels cas le régicide pouvait trouver une justification morale). L'attrait pour l'habit turc apparaît lors des divertissements. C'est cependant surtout sur les plans militaire et commercial qu'une réelle proximité entre l'empire ottoman et la France se feront sentir.
À la Renaissance, le roi François Ier noue une alliance stratégique avec Soliman le Magnifique, et laisse à ce titre la flotte de Barberousse hiverner dans les ports provençaux. Montaigne mentionne dans ses Essais les remous provoqués dans la chrétienté par cette alliance inattendue.

### Alliance franco-ottomane

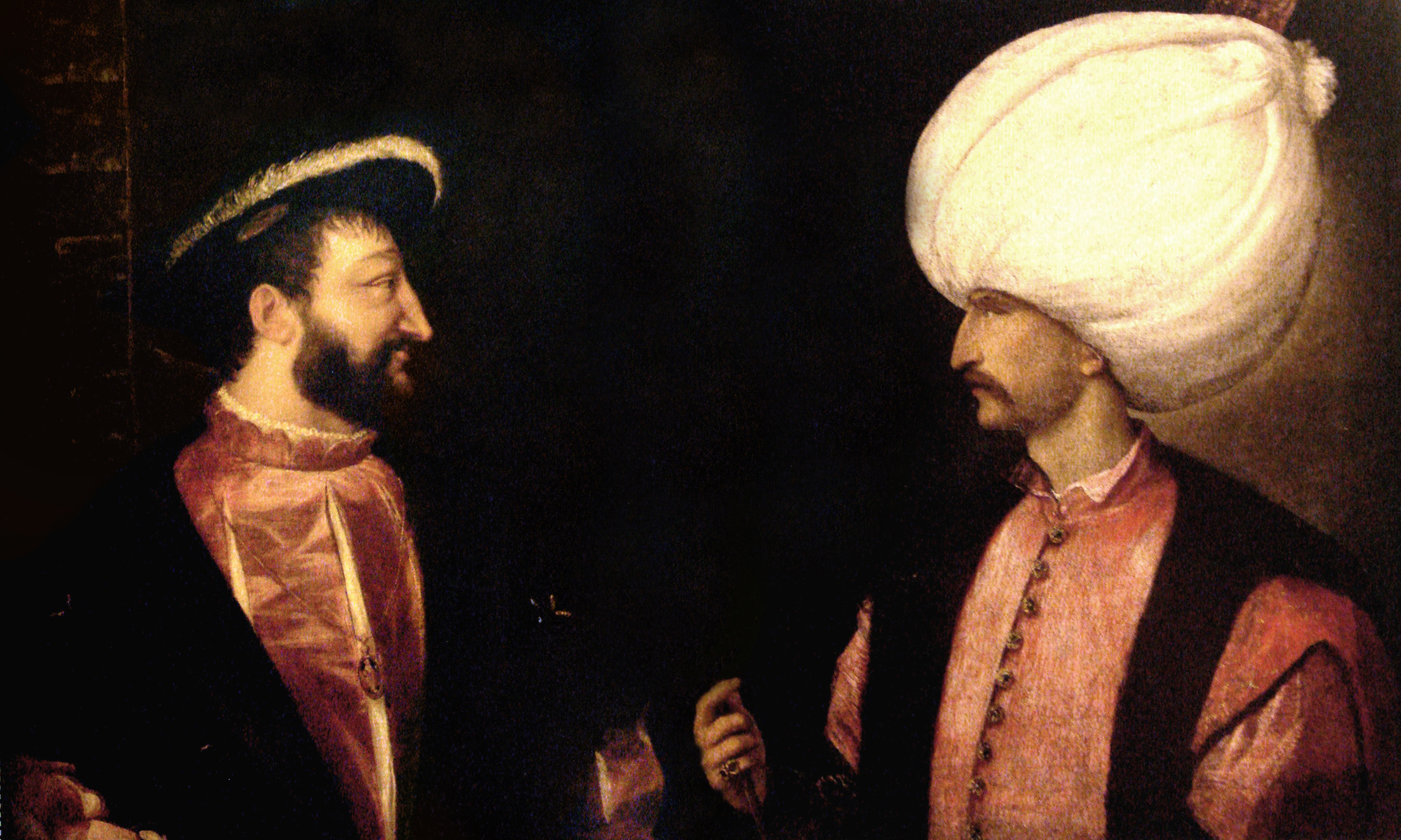
Les pères de l'alliance franco-ottomane, François Ier (à gauche) et Soliman le Magnifique (à droite), peints séparément par Titien vers 1530.

La France, pays fondamentalement chrétien et catholique à l'époque, ne voit pas d’un bon œil cette alliance avec un musulman. Mais, protégée des armées turques par la distance (contrairement aux Hongrois ou aux Allemands), elle établit de nombreux contacts diplomatiques et alliances militaires avec la Sublime Porte s'attirant ainsi les foudres de l'Église. Cette alliance franco-ottomane est un des meilleurs exemples de « laïcisation » de la politique française envers l'islam et les musulmans qu'elle avait si longtemps combattue en fournissant de nombreux guerriers de la Reconquista, en participant activement aux croisades et dirigeant les États latins d'Orient.

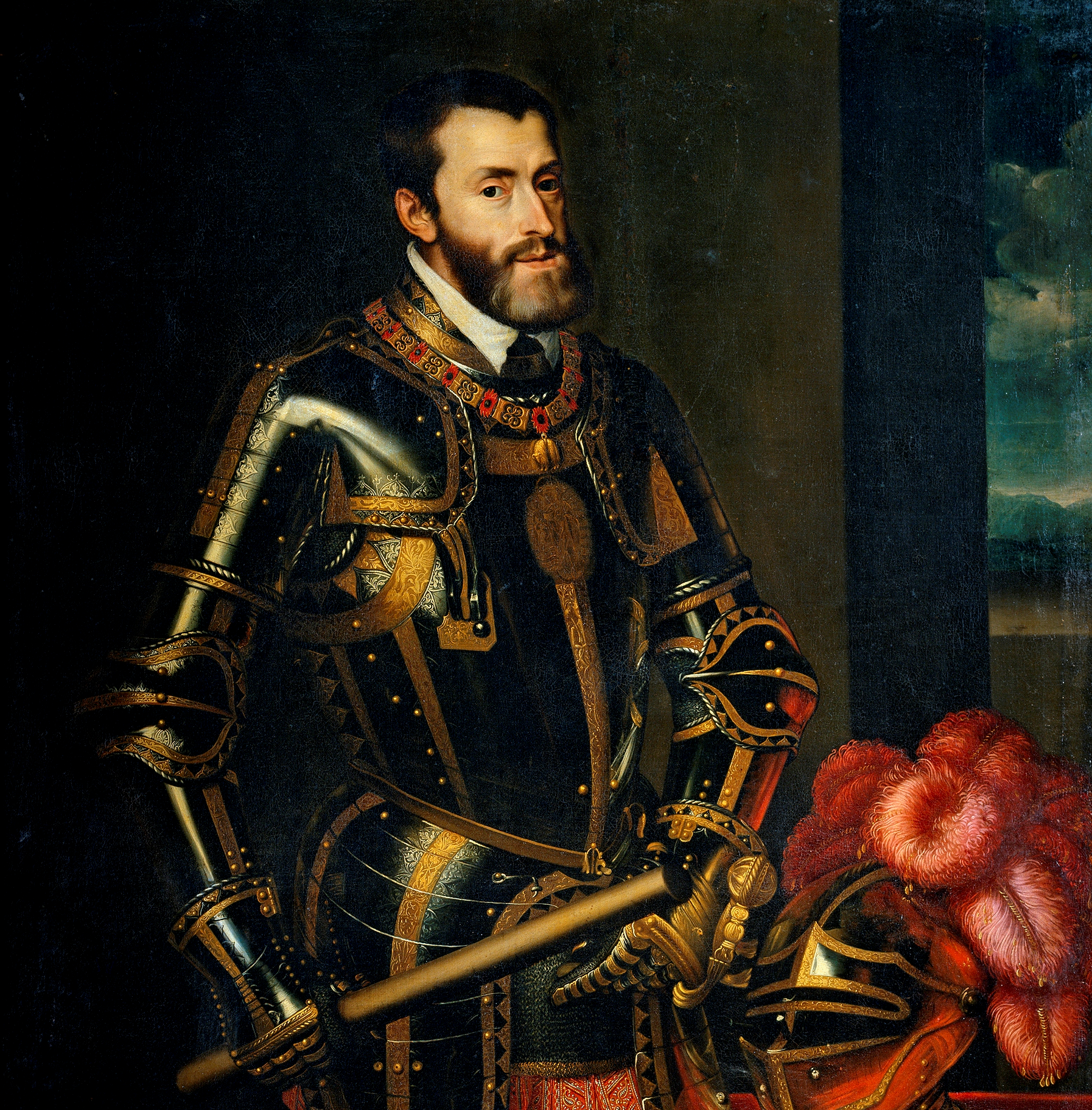
Portrait de Charles Quint ennemi commun de François Ier et de Soliman le Magnifique, peint par Titien (vers 1535).

François Ier convoitait le trône du Saint-Empire romain germanique, et se devait donc de défendre la chrétienté contre l'infidèle turc. Mais son échec à monter sur le trône germanique au détriment de son rival Charles Quint retourne la situation : il montre alors un plus grand intérêt envers cette nouvelle puissance au sein de l'Europe. Cette alliance entre les deux pays n’est jamais rompue par la suite, malgré l'opposition de la noblesse qui voit là une alliance insupportable avec l'infidèle. En 1536, le traité des Capitulations permet à la flotte française de commercer avec l'ensemble des ports ottomans et confie à la France la protection des Lieux saints chrétiens qui sont encore aujourd'hui sous autorité française.
Cette alliance ne signifiait nullement une quelconque amitié mais uniquement un intérêt commun face à un ennemi, Charles Quint, dont les possessions enserraient le royaume de France comme dans un étau. François Ier lui-même avoue à l'ambassadeur de Venise, Marino Giustiniani : « Je ne puis nier que je désire voir le Turc puissant, non pas pour son propre avantage, car c'est un infidèle et nous sommes chrétiens ; mais pour tenir l'ambassadeur en dépense, le diminuer grâce à un si grand ennemi et donner plus de sécurité à tous les autres souverains ». Du côté ottoman, le point de vue était identique d'ailleurs, les ambassadeurs qui arrivaient à Constantinople avaient noté l'attitude ambiguë du Sultan qui ne cherchait dans cette alliance que son propre intérêt.

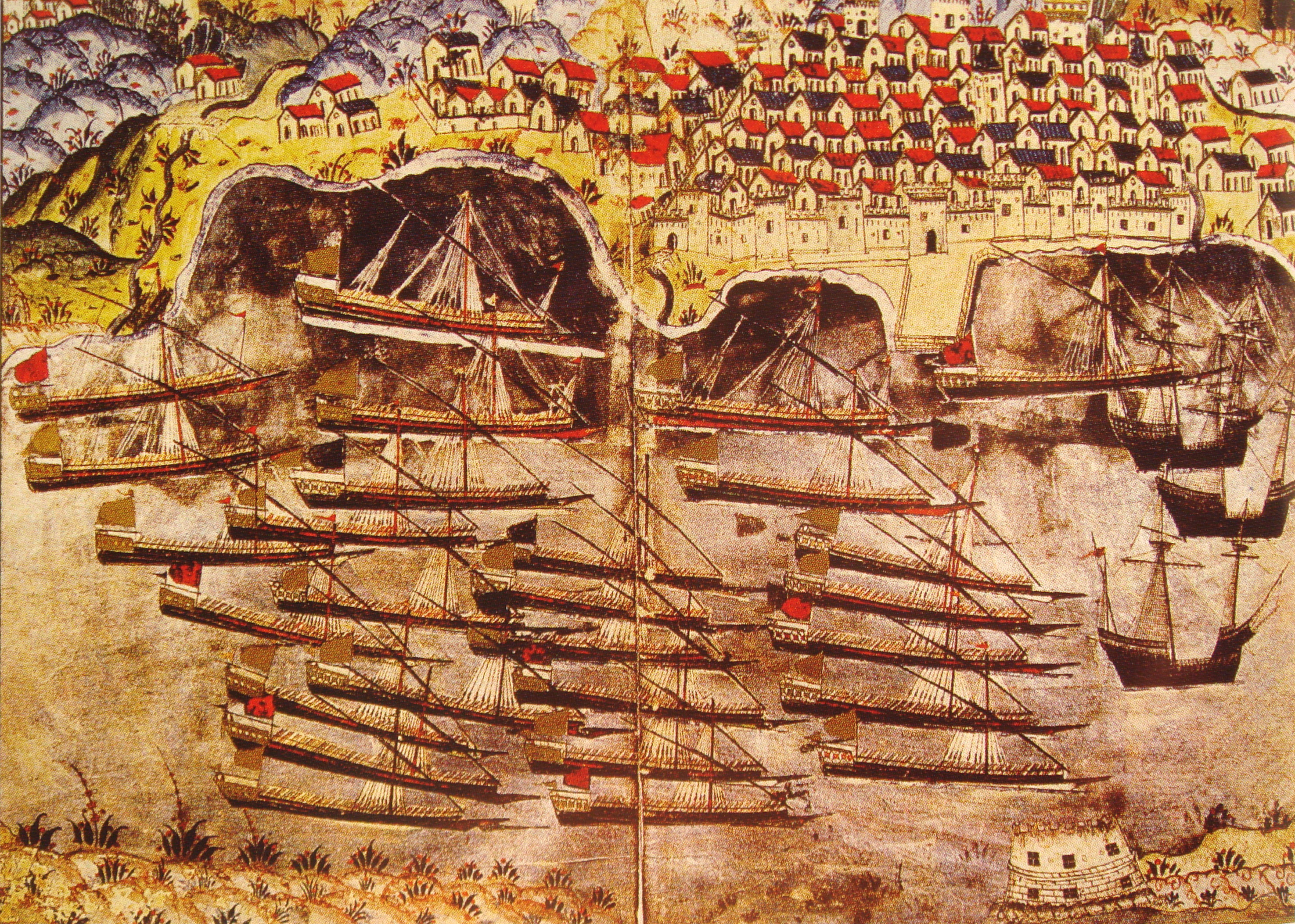
La flotte de Barberousse à Toulon.

C'est dans la discrétion la plus absolue que François Ier envoie des émissaires à Soliman le Magnifique qui comprend immédiatement l'intérêt d'un allié européen : outre sa lutte contre les Habsbourg, la France pourrait l'aider dans sa quête de domination de l'ouest de la mer Méditerranée alors dominée par les Espagnols. Le premier ambassadeur envoyé par François Ier est Jean de La Forest qui embarque en 1535 à Marseille. Il se rend à Alger et rencontre Khayr ad-Din Barberousse puis part pour Constantinople.
En 1543, le roi français invite Barberousse à passer l'hiver à Toulon avec sa flotte, non sans avoir ordonné à la population composée de 5 000 habitants, de quitter la ville sous peine de pendaison pour la sécurité mais aussi par peur du prosélytisme musulman.

« Logez le Sieur Barberousse, envoyé au roi par le Grand Turc, avec son Armée Turque et ses grands seigneurs au nombre de 30 000 combattants pour l'hiver dans ses ville et port de Toulon... pour le logement de la dite armée, ainsi que pour le bien-être de toute sa côte, il ne sera pas possible pour les habitants de Toulon de rester et se mêler à la nation turque, à cause des difficultés qui pourraient se présenter. »

— Instruction de François Ier au Lieutenant de Provence.
La ville provençale prend des allures orientales non sans provoquer le mécontentement de la population qui doit quitter ses habitations mais aussi son lieu et ses outils de travail, Les habitants de Toulon se plaignent des oliviers endommagés, « journalièrement mangés par les étrangers » et de leur propre appauvrissement consécutif à la fourniture de vivres à leurs hôtes. Le seul acte de violence entre les Toulonnais et les Turcs connu est l'assassinat de deux soldats turcs à Conil et dont on suppose que les casques enterrés par leurs assassins et trouvés en 1961 leur appartiennent peut-être. Quoi qu'il en soit, le roi de France, François Ier n'hésite pas à gâter ses hôtes en leur fournissant tous les vivres et habitations nécessaires. De retour au pays les soldats ottomans gardent le souvenir d'une ville où il fait bon vivre.
Les multiples revirements français vis-à-vis de Charles Quint, les tromperies, l'éloignement, la difficulté des communications mais surtout le début des guerres de Religion en France atténuent la portée de cette alliance mais le principal objectif qui était de perturber les Habsbourg est atteint. Ce n'est qu'un demi-siècle plus tard avec Henri IV, que la France et l’Empire ottoman retrouvent un ennemi commun en Philippe II d'Espagne. Des actions conjointes en Méditerranée occidentale sont décidées, même si les Ottomans sont plus impliqués dans leur guerre contre la Hongrie.

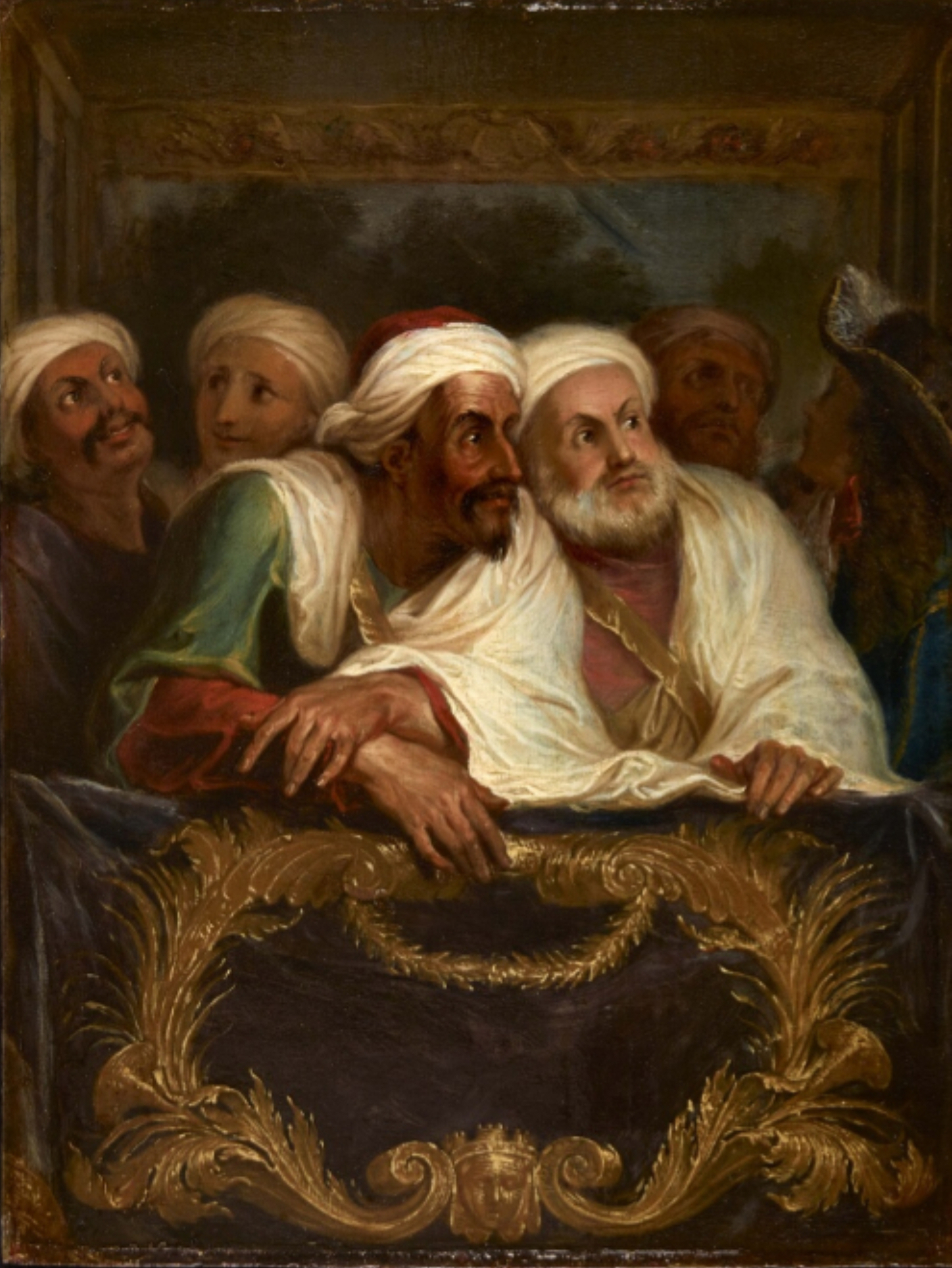
Mohammad Temim, Ambassadeur du Maroc, à la Comédie Italienne (1682), Antoine Coypel (1661-1722), Versailles.

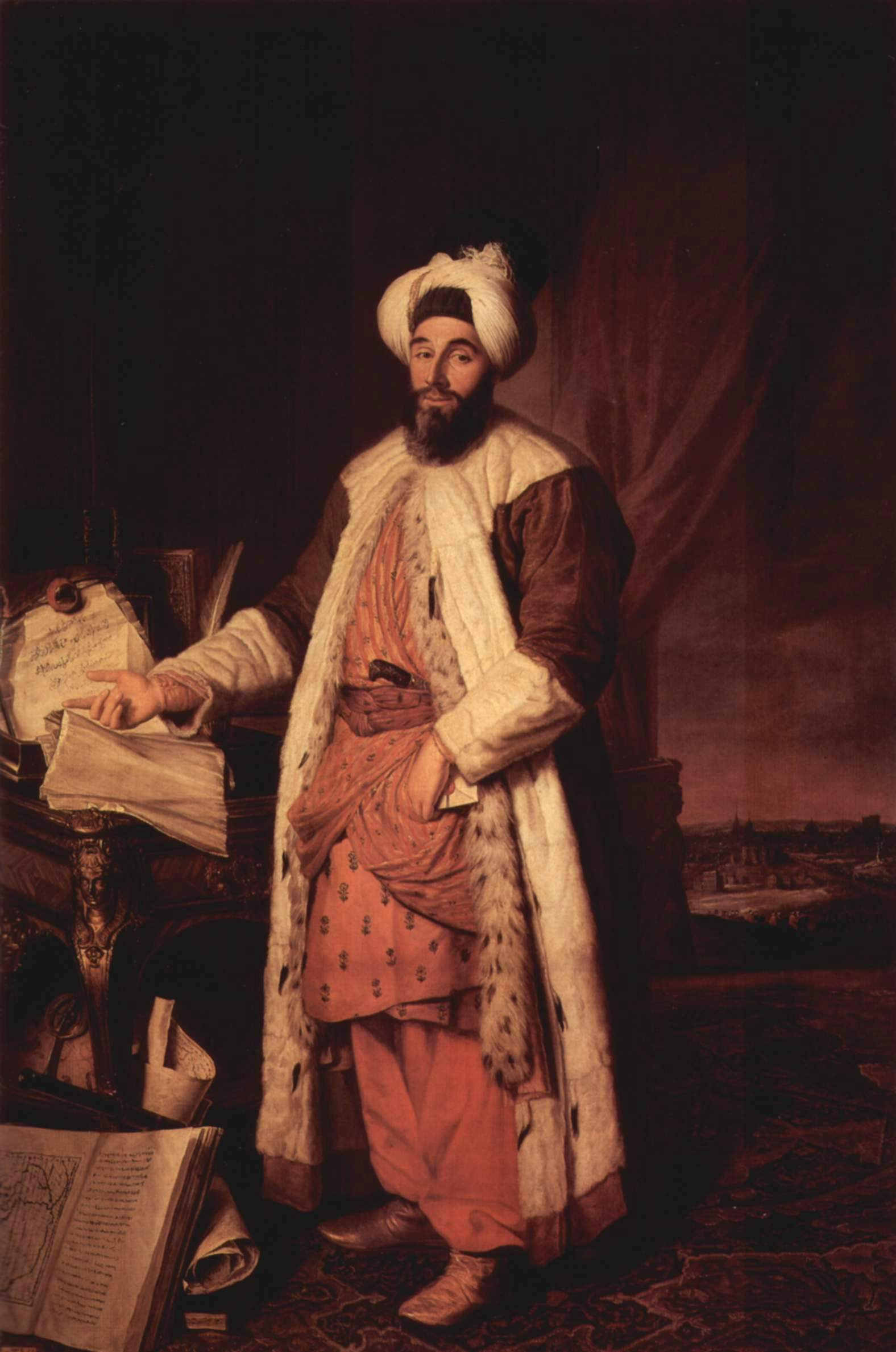
Mehmed Effendi, ambassadeur du sultan ottoman.

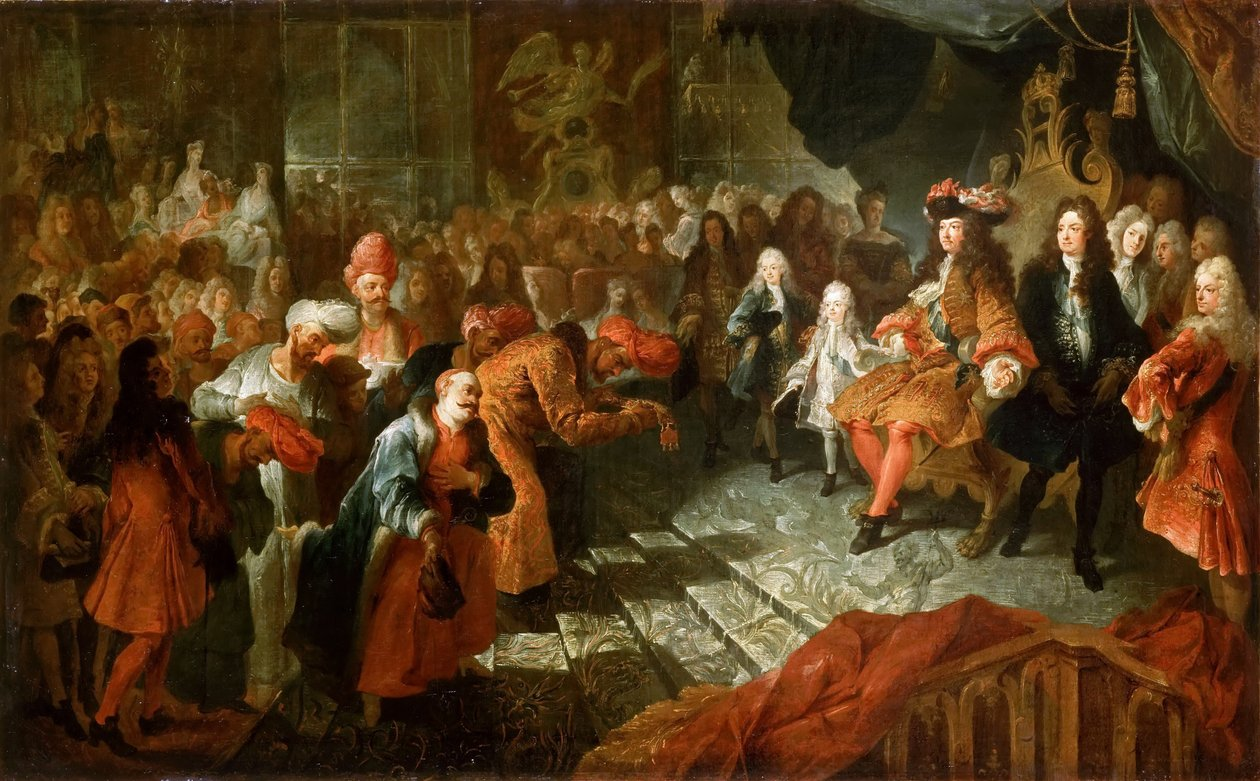
Ambassadeur perse à la cour du roi soleil.

Louis XIV, qui dans un premier temps est opposé aux Turcs, utilise cette alliance. Le point commun entre tous ces monarques est de n'avoir jamais considéré cette alliance comme une acceptation des Ottomans en Europe étant donné que tous ont en commun le désir de reconquérir la Terre Sainte. Or même si cette alliance entre rois chrétiens et puissance infidèle était contraire aux principes de l'époque, de nombreux juristes et diplomates tentent de la légitimer en puisant dans l'histoire religieuse et profane des exemples d'alliances entre chrétiens et non-chrétiens. Des liens commerciaux se nouent donc et des échanges intenses ont lieu, assurant la prospérité du port de Marseille. Parallèlement avec l'affaiblissement de la Sublime Porte au cours du XVIIe siècle, ces mêmes prophéties qui présageaient d'un retour de la France au Moyen-Orient, prennent de plus en plus de consistance, toutefois la crainte première de la France est de voir les terres libérées de la menace ottomane tomber aux mains de ses proches ennemis. Dès lors deux solutions s'offraient aux rois français, participer à la chute de l'empire turc ou les aider dans leur lutte contre les ennemis communs des deux nations ; c'est cette seconde solution qui est finalement choisie. À la fin du XVIIIe siècle, la Révolution française met brutalement fin à cette alliance.
En 1680, une mosquée est construite dans l'arsenal des galères à Marseille.
L’ambassadeur du sultan Bayézid II auprès du roi Louis XI à l'agonie avait été renvoyé par celui-ci, qui ne désirait pas menacer le salut de son âme s’il rencontrait un infidèle. Trois siècles plus tard, sous le règne de Louis XIV, la situation est très différente : pour se donner une stature internationale, le roi Louis XIV reçoit dans sa cour des ambassadeurs venus du monde entier. Mehmed Efendi, ambassadeur ottoman de première importance, charmé par la cour de Louis XIV, influença ainsi l'opinion lors de son retour au pays. Il décrit la liesse du peuple se pressant sur son passage lors de son trajet entre la Provence et Paris, ainsi que la beauté des demeures royales et des châteaux de la Loire comme Chambord qu'il décrit « bâti sur un lieu de délices », Versailles et son grand nombre d'appartements, de fontaines, la beauté de ses parcs ; Paris et sa cathédrale, etc. Dès son retour à Constantinople, il détaille sa fastueuse réception dans le royaume de France, et suscite l'intérêt du sultan et sa cour. Une mode s'épanouit alors à Istanbul où les constructions de bâtiments à la française fleurissent comme la résidence du sultan nommée Eaux douces d'Europe et dont le canal imite celui de Versailles ou Fontainebleau et qui rapprochent un peu plus les deux pays. C'est en quelque sorte le symétrique de l'orientalisme européen.

### La France et les États de l'Afrique du Nord
À l'époque même où les relations franco-ottomanes étaient au beau fixe, il n'en était pas de même avec les États barbaresques d'Afrique du Nord. La mer Méditerranée est redevenue en partie le « lac musulman » du Moyen Âge. Les pirates menacent constamment les navires et font des razzias sur les côtes de Provence. Bien que sous dépendance ottomane (mis à part le Maroc gouverné par la dynastie chérifienne), les États d'Afrique du Nord n'en étaient pas moins très autonomes et menaient des actions en mer qui étaient considérées par les autorités locales comme une forme de jihâd mais aussi une source de revenus non négligeable. Ces razzias consistaient essentiellement à capturer les habitants des côtes européennes (la plupart chrétiens) pour ensuite en faire des domestiques, des esclaves et quand c’est possible, leur faire payer leur liberté. Cette guerre débute essentiellement à Tunis et Alger au XVIe siècle puis se répand au Maroc un siècle plus tard. Ces relations tendues pèsent lourdement sur les rapports entre la France et les États barbaresques mais n'empêchent pas de timides échanges. À partir du XVIIIe siècle la France établit des liens afin d'exploiter le corail des côtes sud-méditerranéennes et établit des consulats à Alger en 1564 et à Tunis en 1577, sans que les razzias cessent.

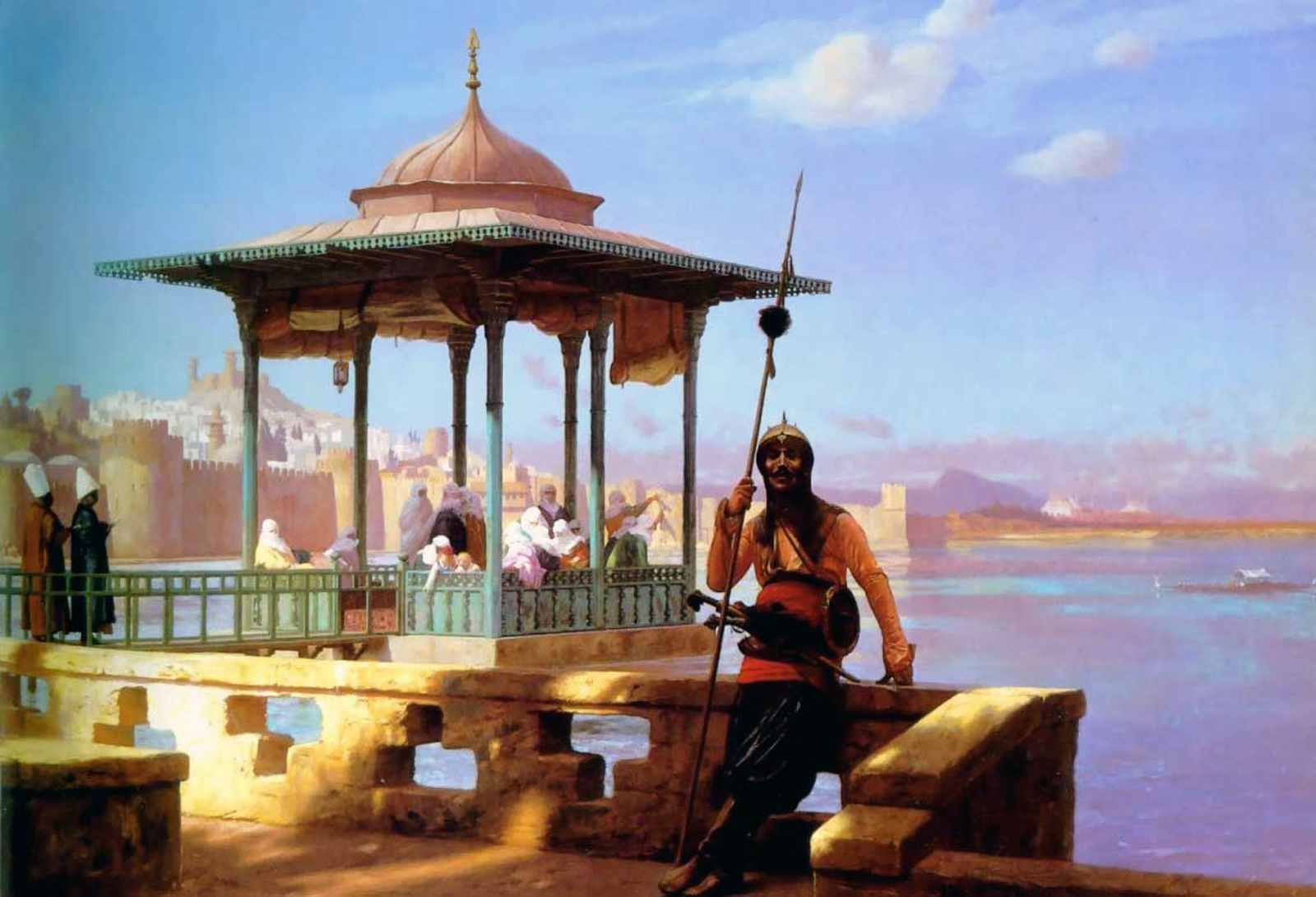
Barbaresque tunisien. Jean-Léon Gérôme, Harem au kiosque, env. 1870

De nombreuses doléances sont donc adressées aux rois de France. Ceux-ci commencent par la négociation en utilisant leurs bonnes relations avec Constantinople ; les résultats sont peu probants, les Barbaresques étant très indépendants de l’Empire ottoman, au point d'ailleurs que les Amazigh avaient dû les mettre eux-mêmes au pas en 1538. La situation dure plusieurs décennies, les fronts européens et intérieur (guerres de religion) ayant la priorité plus immédiate des rois. En 1608, se produit un tournant : Henri IV commence à armer les premiers navires destinés à combattre les pirates sur les côtes françaises. Les premières victoires sont minimes : à peine quelques centaines d'esclaves français sont libérés, la marine étant encore trop faible. À la fin du XVIIe siècle, profitant d'une accalmie sur le front européen, la France décide de mettre un terme à ces pillages affaiblissant ses côtes méditerranéennes et arme désormais ses bateaux. La première bataille sur mer a lieu le 23 juillet 1681 : le commandant Abraham Duquesne ouvre le feu sur des navires pirates en mer Égée. Par la suite les navires français traquent les pirates et très rapidement la situation s'apaise avec les Régences. En moins d'une décennie, Alger, Tripoli, Tunis et Rabat signent des traités avec la France. Cette situation de paix fragile mais durable favorise le commerce qui petit à petit prend le dessus sur les razzias, chacune des deux parties y trouvant un intérêt. Des ambassadeurs originaires du Maghreb s'installent donc en France, cas isolés de présence musulmane dans le pays à l'époque. Ces ambassadeurs sont choisis pour leur connaissance de la langue française - soit ayant été prisonniers en France, soit ayant fait partie dans le passé d'un groupe de pirates. La curiosité est mutuelle. Les nombreuses ambassades qui passaient à travers la France attirent l'attention du peuple, et la bourgeoisie de l'époque ne cache pas son intérêt pour ces peuples venus de contrées peu connues et qui avaient si longtemps fait craindre à tout marin un sort d'esclave. De même, le raffinement, la culture et l'art français sont vantés par ces ambassadeurs de retour au Maghreb. Le revirement des États barbaresques devient tel qu'en 1699, le souverain marocain Moulay Isma'il demande en mariage la fille de Louis XIV en promettant qu'elle gardera sa religion et sa liberté afin ainsi de rendre « les Maures français et les Français maures » selon ses termes. On retrouve là le principe des alliances entre familles régnantes.

### Morisques d'Espagne en France

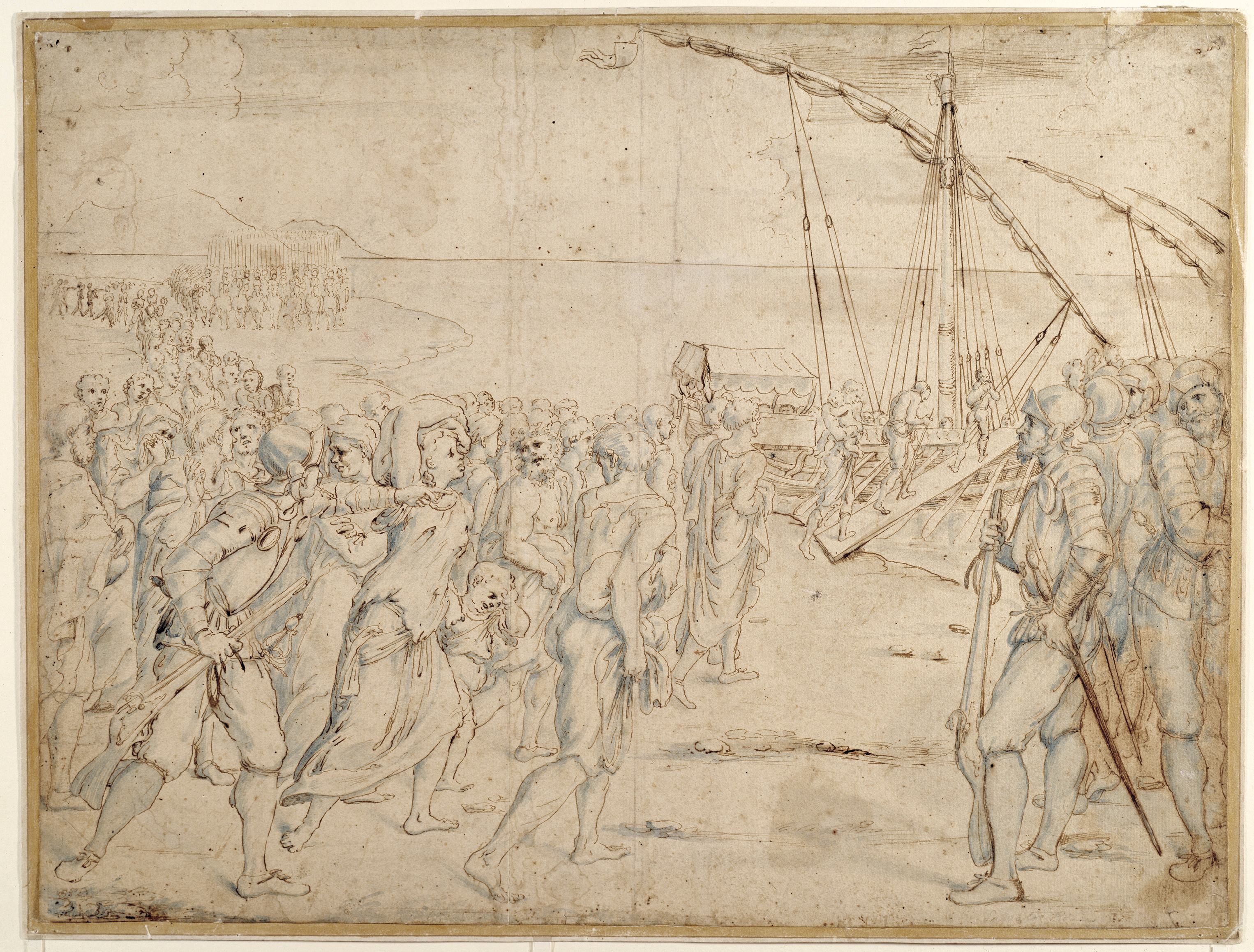
L'expulsion des Morisques, Vincenzo Carducci, 1627, Musée du Prado, Madrid

La Reconquista espagnole, et plus tard, l'Inquisition, convertissent de force au catholicisme les musulmans qui fuient et se réfugient en France. Ces derniers firent souche en Languedoc-Roussillon et dans le Pays basque français ainsi que dans le Béarn après avoir choisi définitivement d'adopter le christianisme.
Au début du XVIIe siècle plusieurs dizaines de milliers de Morisques musulmans, expulsés d’Espagne, s’installent en France (plutôt qu'au Maroc, où ils auraient été assujettis à la djizîa), et se fondent peu à peu dans la population.
Entre 45 000 et 150 000 Morisques, expulsés d’Espagne en 1609-1611 trouvèrent refuge en France. Même si beaucoup repartirent ensuite pour le Maghreb, les autres restèrent et se fondirent peu à peu dans la population locale. Henri IV rendit le 22 février 1610 une ordonnance permettant de demeurer dans le royaume à ceux qui « voulaient faire profession de la religion catholique pourvu qu'ils s'établissent au-delà de la Garonne et de la Dordogne ». Même si par la suite Marie de Médicis ordonna qu'on les expulsât, beaucoup cependant restèrent dans le Béarn et notamment à Bayonne avec le consentement des magistrats municipaux. Des documents et des textes prouvent que très peu de Morisques s'établirent en France. Ainsi par exemple, deux familles de potiers s'installent à Biarritz, les Dalbarade et Silhouette, dont les fours fonctionnaient encore en 1838. Selon les chiffres de Pierre Santini et Louis Cardillac, moins de 5000 Morisques se sont fixés en France au total. Nous le retrouvons dans les grandes villes de Provence ou du Sud Ouest.
D'autre Morisques étaient installés en Guyenne en 1611, certains réfugiés au logis d'une dame de la ville « faisaient profession de la secte de Mahumet ». Il leur est enjoint de quitter la ville ou de se convertir,. En 1614, il n'est pratiquement plus question de mesures générales contre les Morisques de Bordeaux, le cardinal de Sourdis, absorbé par ses fonctions maritimes détournant son attention des Morisques et ceux qui avaient fini par se faire accepter à Bordeaux se mêlèrent peut-être à la colonie portugaise de la cité. En 1636, ils avaient à Bordeaux une situation suffisamment prospère que les autorités locales craignirent de les voir partir si les Espagnols qui venaient de s'emparer de Saint-Jean-de-Luz assaillaient Bordeaux, ville non armée. Tous ceux qui avaient un métier étaient restés : maréchaux, potiers, négociants, etc. L'un d'entre eux, un métis du nom d'Alonzo Lopez, prit même quelque notoriété et mourut à Paris en 1649 après avoir réussi à travailler, sous les ordres directs de Richelieu, à la renaissance de la marine française, et être allé, dans ce but, plusieurs fois en Hollande. Quelques années avant que Lopez disparût on ne parlait déjà plus en France des Morisques, « ceux qui s'y étaient acclimatés s'étaient mêlés à la population et vivaient paisibles dans le royaume. Leur départ avait appauvri l'Espagne et nous avions hérité de quelques éléments de population active et laborieuse ».
Voltaire a évoqué l'établissement de ces familles morisques dans son Essais sur les mœurs.

## 1798-1914: Époque contemporaine

### 1798: Campagne d'Égypte

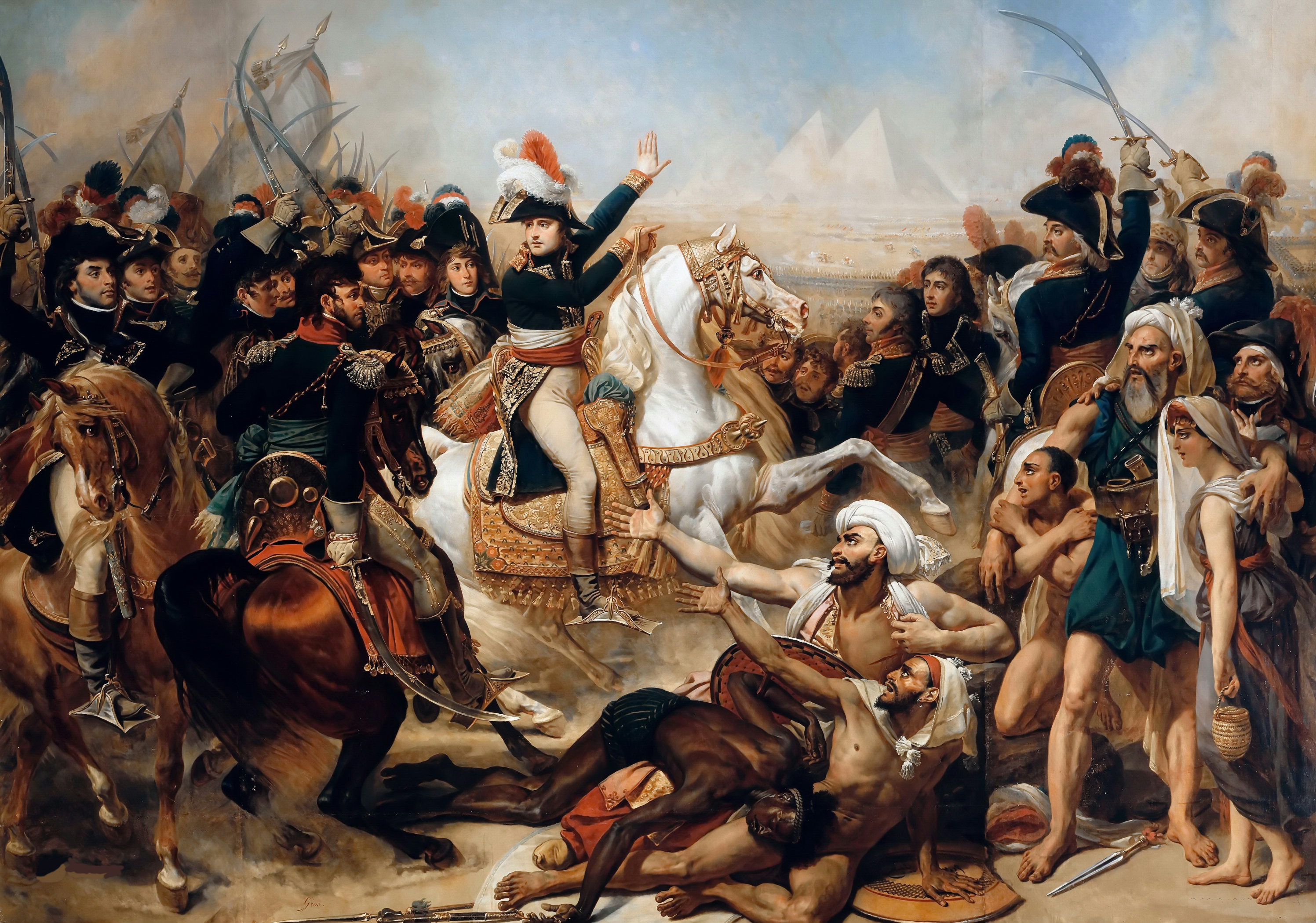
La Bataille des Pyramides, huile sur toile de Antoine-Jean Gros, 1810.

En 1798, immédiatement après la Révolution, Napoléon Ier entreprend une campagne en Égypte. Il suit là les idées révolutionnaires françaises et croit en une mission civilisatrice de la France dans ce pays, certains intellectuels considérant même que le pays est le berceau de la civilisation occidentale. La volonté de contrer les Anglais est toutefois présente et c'est d'ailleurs un de ses objectifs ; en attaquant l'Égypte, on s'attaque à l'empire ottoman allié des britanniques, le second objectif est de rétablir les positions commerciales perdues avec la Révolution. Napoléon contrairement à Volney garde une bonne opinion de la religion islamique mais il considère aussi que le monde musulman a gardé sa force et son potentiel belliqueux, il souhaite par conséquent le neutraliser ou mieux, le dompter. Il voit dans la campagne d'Égypte un moyen d'égaler les grands conquérants de l'antiquité mais aussi de se distinguer des autres généraux même si le pays n'est pour lui qu'une étape. Même si l'entreprise est un échec elle combine tous les aspects qui caractériseront c'est-à-dire la conquête militaire, l'organisation politique, économiques et culturelle. La fin de campagne d'Égypte cela ne marque pas pour autant la fin de la relation entre ce pays et la France. Les Saint-simoniens considèrent même un besoin d'unir les pays de la Méditerranée.
Après le départ français, la France conserve un prestige considérable en Égypte. Le pays, aidé par la France mais aussi par les scientifiques que Napoléon amena avec lui et qui sont appelés à collaborer sur le développement du pays par Méhémet Ali. Des noms comme Champollion fondateur de l’égyptologie, du colonel Sève (Soliman Pacha après sa conversion à l'islam) qui réorganise l'armée égyptienne sur le modèle européen ou encore de Jumel qui sélectionne le coton à longue fibre restent célèbres encore aujourd'hui. Cet afflux de gens de valeur en Égypte ne manque pas d’inquiéter certains intellectuels. Des personnes comme Chateaubriand s'effraient du danger que peut représenter la modernisation d'un pays musulman pour l'Europe alors que d'autres comme Alexis de Tocqueville y voit plutôt un signe supplémentaire de la domination de l'Occident sur les pays orientaux. On notera en cette début de XIXe siècle que la confrontation n'est plus fondamentalement religieuse comme ça a pu être le cas auparavant. Les Lumières et la Révolution ont laïcisé le pays, l'influence de l'Église est moindre et par conséquent le but n'est pas de sauver la chrétienté de l'islam mais de sauver la civilisation occidentale de toutes ces anciennes civilisations qui n'ont pas fait l'effort de modernisation comme l'a connue la France. Plus que d'ordre sémantique, en cette période d'expansion territoriale, cette vision du monde a pour but non pas de détruire mais d'élever les pays conquis et de les assimiler en leur donnant les idées et les moyens nécessaires afin qu'ils fassent leur propre révolution. Bien entendu, et comme ce fut le cas pour la France, cette modernisation passe par l'émancipation de la religion. Mais cette modernisation n'est pas sans poser de question, par quels moyens, par quelles idées ? Est il possible de moderniser sans craindre par la suite que ces pays ne deviennent une menace comme le pense Chateaubriand et bien sûr est il possible que toutes les races humaines ne se valent pas et par conséquent la colonisation qui devait être une mission civilisatrice pourrait se transformer en domination raciale légitime.

### 1830: Colonies
- Allemagne
- Belgique
- Espagne
- France
- Grande-Bretagne
- Italie
- Portugal
- États indépendants

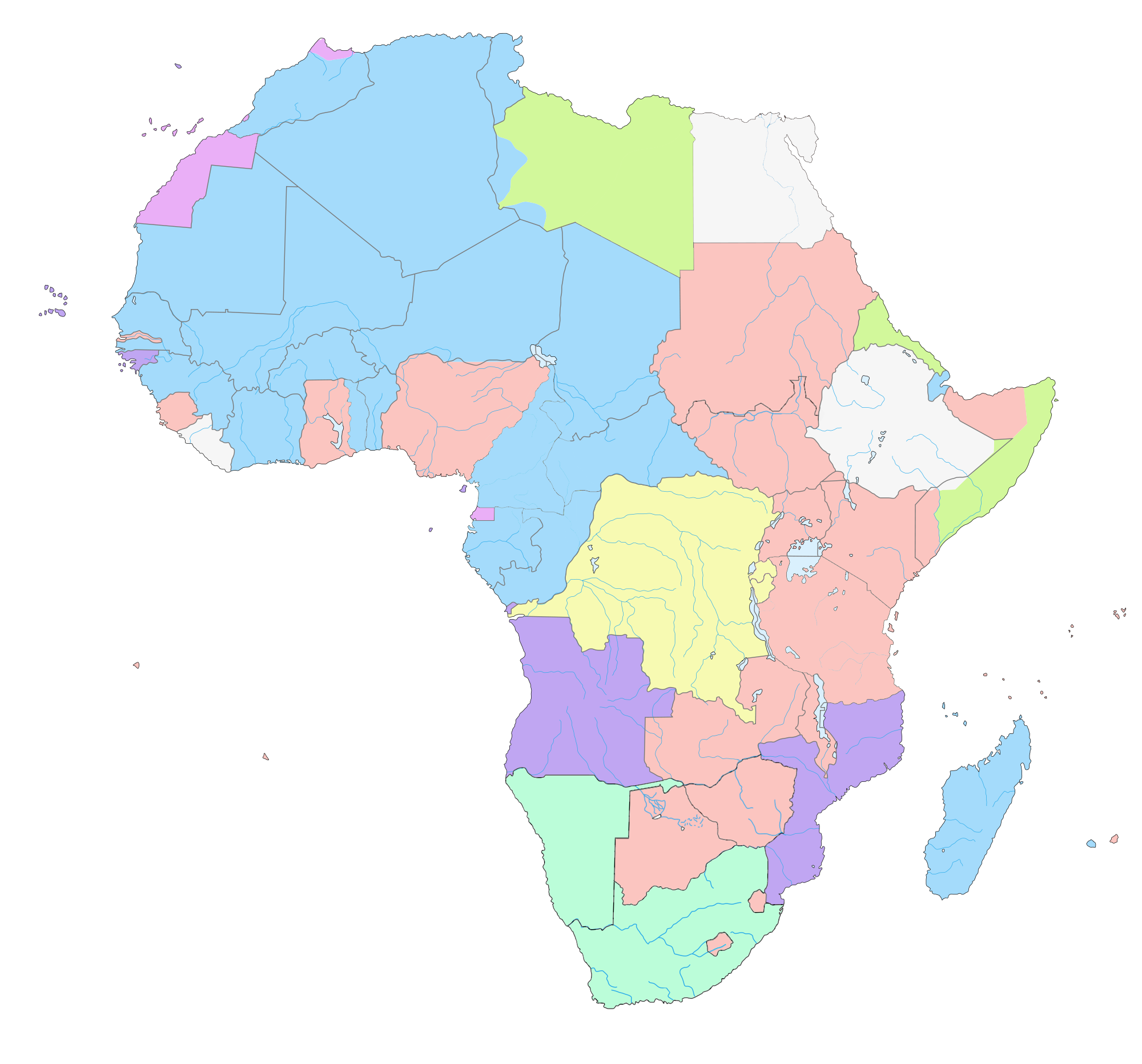
Possessions européennes en Afrique en 1930 :
Allemagne
Belgique
Espagne
France
Grande-Bretagne
Italie
Portugal
États indépendants.

La confrontation de la France avec une partie du monde musulman n’a jamais cessé, notamment sa la lutte contre les barbaresques. La conquête de l'Algérie en 1830 met un terme définitif à la piraterie barbaresque.
L’Algérie fait officiellement partie de la France. Se pose cependant le problème de la nationalité. Les populations indigènes se réclamant du droit musulman et des coutumes locales, sont régies par un statut particulier dit de l'indigénat : le droit civil et pénal musulmans et berbères sont recueillis, étudiés, puis codifiés et appliqués par des juridictions coutumières qui sont conservées.
Le 14 juillet 1865, un sénatus-consulte (et non pas le code de l'indigénat de 1881) de l'empereur Napoléon III fixe le statut civique des musulmans : « l'Indigène musulman est français, néanmoins, il continuera à être régi par la loi musulmane. ». Pour Napoléon III, faire des musulmans des sujets français sans les rendre citoyens français, découlait du souci impérial de préserver leur particularisme coranique. Il s'agissait non pas de les priver des avantages de la citoyenneté française, mais de protéger leur identité culturelle. Le sénatus-consulte prévoyait par ailleurs que les musulmans qui voudraient jouir des droits des citoyens français pourraient le faire sur leur demande en renonçant à leur statut personnel coranique. Entre 1865 et 1891, seuls 783 musulmans firent cette démarche. Ce faible nombre pouvant s'expliquer par le fait que le renoncement au statut coranique était considéré comme une apostasie.
La première moitié du XIXe siècle voit se développer l’orientalisme académique, dans lequel la France occupe une place prépondérante. Au XXe siècle, l’orientalisme français joue un rôle de plus en plus déterminant dans la connaissance ‘‘gustative’’ du soufisme en France, du fait sans doute que ses plus éminents spécialistes sont eux-mêmes engagés dans une quête spirituelle. Dans leur démarche respective de chrétiens, Louis Massignon et Henry Corbin se sont alimentés à la mystique musulmane et, à leur tour, ont alimenté un public se situant à la limite entre académisme et recherche intérieure. Certains chercheurs ont conjoint domaine d’étude et orientation spirituelle en pratiquant l’islam soufi, tel Eva de Vitray-Meyerovitch (1909-1999) et Michel Chodkiewicz.
La première présence effective en France d’un soufi ou d’un groupe soufi remonte à l’émir Abdelkader ibn Muhieddine, qui y a été retenu durant cinq années (1847-1852). René Guénon est le principal artisan de la pénétration du soufisme en France au XXe siècle[source insuffisante].
Les gouvernements successifs et les autorités coloniales refusent d’appliquer dans les colonies, et en particulier en Algérie, la loi de séparation des Églises et de l'État, malgré la demande des responsables musulmans. Ainsi, en Algérie, des indemnités de fonction sont données aux ministres des ex-cultes reconnus et l’État continue de rétribuer le personnel religieux musulman afin de pouvoir le contrôler. Le terme « musulman » prend à l’époque une connotation ethnique, par exemple lorsque la cour d’appel d’Alger statue en 1903 que ce terme « n’a pas un sens purement confessionnel, mais qu’il désigne au contraire l’ensemble des individus d’origine musulmane qui, n’ayant point été admis au droit de cité, ont nécessairement conservé leur statut personnel musulman, sans qu’il y ait lieu de distinguer s’ils appartiennent ou non au culte mahométan » ; elle évoque ainsi des « indigènes musulmans chrétiens ».

## Depuis 1914

### Après la Première Guerre mondiale
Au début du XXe siècle avec la Première Guerre mondiale, bien que l'immigration soit alors très majoritairement européenne : Espagne, Italie, Pologne et Portugal, environ 132 000 migrants viennent d’Afrique du Nord travailler en France ; la plupart rentrent au pays en 1918.
Peu après la Première Guerre mondiale, durant laquelle ces populations ont combattu du côté de la Triple-Entente, la première grande période d'immigration d'Afrique du Nord se produit de 1920 à 1924, date à laquelle la France devient l'un des tout premiers pays d’immigration au monde.
L'estimation de la population musulmane dans les années 1920 doit se référer aux 120 000 Nord-Africains présents sur le sol métropolitain, dont 100 000 Algériens, 10 000 Marocains (le Maroc est sous le protectorat français de 1912 à 1956) et 10 000 Tunisiens (la Tunisie est sous le protectorat français entre 1881 et 1956). La différence selon les nationalités s'explique par la différence de nature de la colonisation, beaucoup moins soucieuse de l'organisation traditionnelle en Algérie que dans les autres pays maghrébins. Ces 120 000 personnes représentaient alors 0,3 % de la population française. En 1936, la colonie nord-africaine est d'environ 200 000 personnes.
Implantée en France depuis les années 1920, la tariqa ‘Alâwiyya, toutes branches confondues, est la voie qui a le plus marqué le soufisme français au XXe siècle. Initiée par un saint au charisme incontesté, le cheikh algérien Ahmad al-‘Alâwî (m. 1934), elle a été orientée dès ses débuts vers une ouverture au monde chrétien d’Europe, et a compté rapidement dans ses rangs des disciples français.

### Après la Seconde Guerre mondiale: décolonisation et immigration musulmane

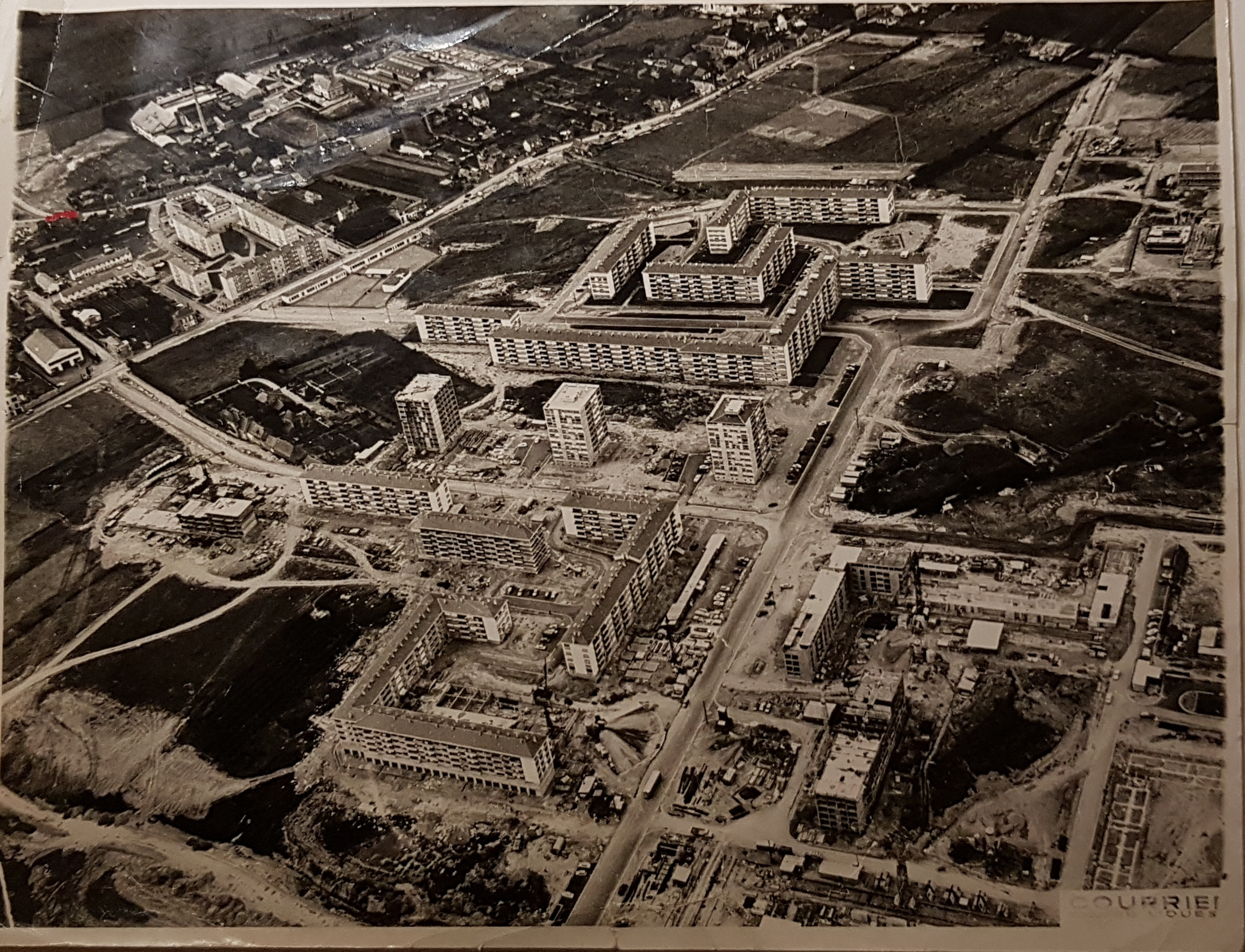
Vue du chantier de construction de Monplaisir en 1965, à Angers.

L'autre grande période d'immigration débute dans les années 1950, avec les besoins en main-d'œuvre pour la reconstruction de la France ravagée par la guerre. Dans les années 1960, elle va s'accélérer avec la fin de la guerre d'Algérie.
À partir de 1962, les travailleurs musulmans commencent à s’installer plus nombreux en France, ils participent à de grands chantiers autoroutiers. En retour, la France construit à leur intention et à celui des rapatriés nombre d'immeubles formant des grands ensembles, constituant des cités. Ce flux constitue la première vraie communauté musulmane de France métropolitaine.
Cette immigration, en provenance d'Algérie et d'autres anciens protectorats ou colonies d'Afrique du Nord, est essentiellement masculine. Elle a été complétée par une immigration féminine liée aux lois existantes sur le regroupement familial.
À cette immigration économique s'ajoutent en 1961-1962 91 000 musulmans pro-français réfugiés d'Algérie. Il s'agit principalement de harkis, mais aussi d'autres musulmans d'Algérie qui ont choisi de rester français, notamment de militaires de carrière (Saïd Boualam, ancien vice-président de l'assemblée nationale, Hamlaoui Mekachera, ancien secrétaire d'État, le colonel Aziz Meliani, ancien maire-adjoint de Strasbourg ou encore le général Ahmed Rafa par exemple) ou de fonctionnaires, dont certains ont poursuivi leur carrière en métropole, y compris dans le corps préfectoral (les préfets Chérif Mécheri et Madhi Hacène).
À cette immigration s'adjoint des réfugiés politiques de pays musulmans, Turquie, puis (depuis les années 1980) Afrique noire. Ces communautés installées en France, ayant conservé leurs rites, coutumes et religion, construisent peu à peu des mosquées. Dans le département d’outre-mer de La Réunion, la communauté est installée depuis la seconde moitié du XIXe siècle.

### Cas de Mayotte

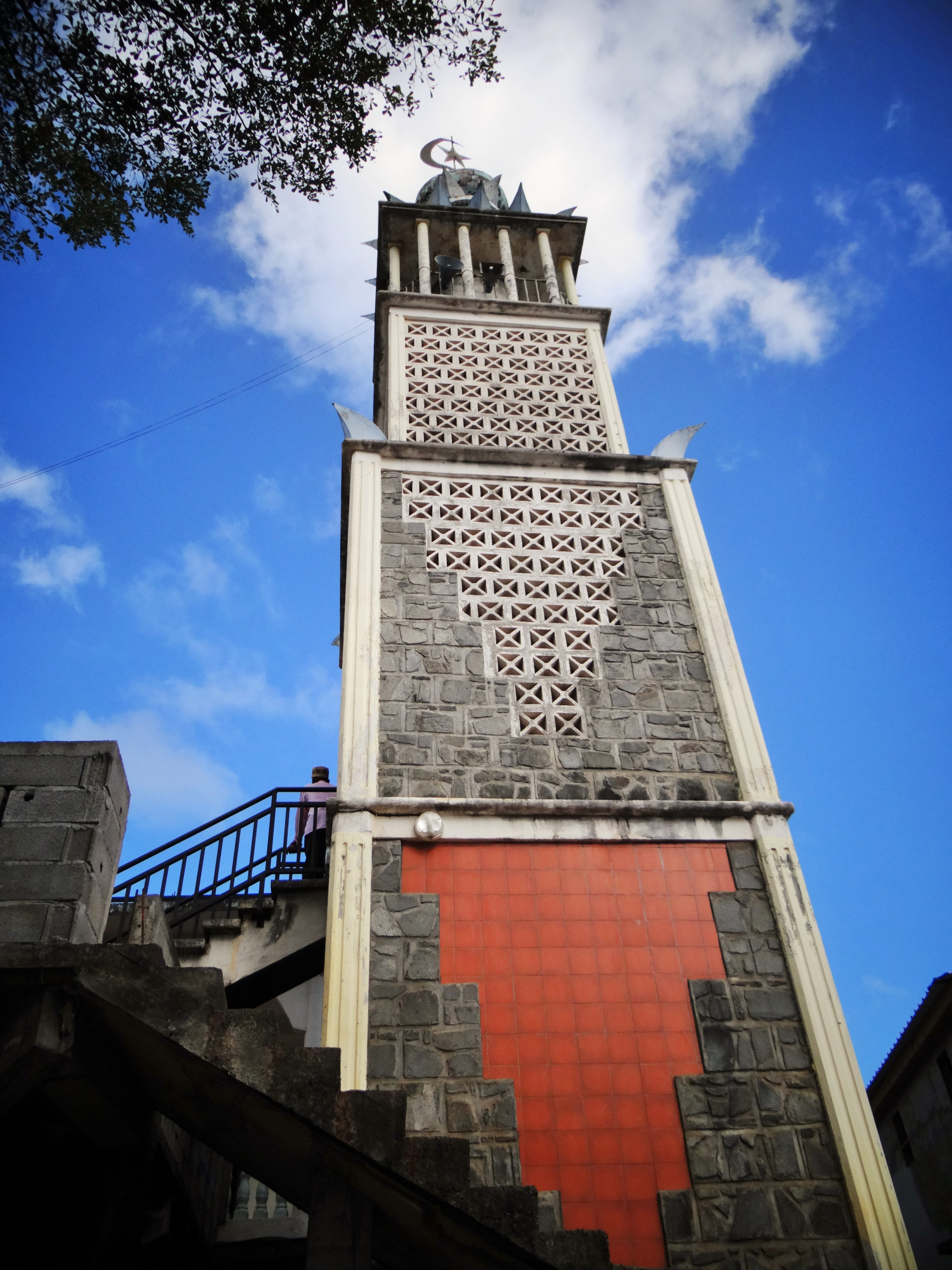
Minaret de la mosquée de Tsingoni, la plus ancienne mosquée en activité de France.

À contre-courant de nombreux autres territoires, l'île de Mayotte refuse à plusieurs reprises d'accéder à l'indépendance dans les années 1970, craignant l'annexion par les Comores. L'île demeure donc française, avec le statut de territoire d'outre-mer.
En 2011, l'île de Mayotte accède, sur referendum populaire, au statut de département d'outre-mer, devenant ainsi le premier département français à majorité musulmane (95% de la population) depuis l'indépendance de l'Algérie.

### Population issue de l'immigration
En ce qui concerne les migrants algériens, avant 1962, le terme « immigration » n'était pas employé par les pouvoirs publics puisque ces populations étaient juridiquement françaises. Citoyens français à partir de 1947, les musulmans algériens étaient donc des migrants régionaux, comme les Bretons et les Corses avec le droit de vote, les mêmes droits et devoirs que les autres citoyens français,. Ils étaient alors désignés sous les termes de Français musulmans d'Algérie (FMA) puis de Français de souche nord-africaine (FSNA), terme officiel à la fin de la guerre d'Algérie. C'est seulement après 1962, que le terme d’« immigration » est utilisé.
L'immigration engendre des tensions avec le reste de la population. En politique, Jean-Marie Le Pen, cofondateur et longtemps président du parti d'extrême droite Front national, déclare en 1984 : « le monde islamo-arabe qui actuellement pénètre dans notre pays [constitue un] danger mortel ».
En 1990, pour contrer la montée du Front national, le parti de droite Rassemblement pour la République, débat, lors de leurs états généraux sur l’immigration organisés à Villepinte, sur la « fermeture des frontières », la « suspension de l'immigration », « réserver certaines prestations sociales aux nationaux », l'« incompatibilité entre l'islam et nos lois »,.
En 2002, pour que le gouvernement puisse réguler les activités religieuses musulmanes en France, le ministère de l'Intérieur fonde le Conseil français du culte musulman (CFCM).
En France, les populations musulmanes étaient en 2013 au moins de deuxième et de troisième, voire de quatrième génération, Selon l'historien Justin Vaïsse, l'expression « islam de France » était en 2006 plus appropriée qu'« islam en France ».